# Boris Spassky
Pour les articles homonymes, voir Spassky.
Boris Vassilievitch Spassky (en russe : Борис Васильевич Спасский), né le 30 janvier 1937 à Léningrad (URSS) et mort le 27 février 2025, est un joueur d'échecs russe, anciennement soviétique, puis français. Il est champion du monde de 1969 à 1972.
Grand maître international et candidat au championnat du monde en 1956, à dix-neuf ans, Boris Spassky devint en 1969 champion du monde d'échecs, en battant Tigran Petrossian à Moscou après un premier match perdu en 1966. Il perd son titre trois ans plus tard, lors du championnat du monde d'échecs 1972, face à l'Américain Bobby Fischer.
Après cette défaite, Spassky épouse une Française et, en 1976, s’installe en France. Il joue au premier échiquier de l'équipe de France lors des championnats du monde par équipes de 1985 et des olympiades d'échecs de 1984, 1986 et 1988. En 2012, il retourne en Russie et réside à Moscou.

## Années de formation

### Famille et enfance (1937 à 1946)
Boris Spassky est né à Léningrad en janvier 1937, d'un père ingénieur en construction (né en 1906) et d'une mère d'origine paysanne (née en 1905), mariés tous deux à Léningrad en 1932. Boris est le deuxième de leurs trois enfants. Pendant la guerre, Léningrad est assiégée par les Allemands de 1941 à 1944. Spassky et son frère aîné (né en 1934) sont évacués avec les autres enfants de Léningrad vers le district de Kirov, où il vit dans un orphelinat et apprend à jouer aux échecs à l'âge de cinq ans. Au début de 1943, ses parents quittent Léningrad assiégée et le rejoignent. Ils divorcent en 1944. Pendant l'été 1946, à neuf ans et demi, Spassky revient à Léningrad avec sa mère.

### Débuts aux échecs (1946 à 1952)
Léningrad est un centre important des échecs en Union soviétique où avait grandi notamment le futur champion du monde Mikhaïl Botvinnik. En novembre 1946, Spassky adhère à la section d'échecs au palais des pionniers à Léningrad et rencontre Vladimir Zak, âgé à l'époque de 33 ans, un maître et un entraîneur respecté qui a été un rival de Botvinnik. Zak devient le premier entraîneur de Spassky. À onze ans, en 1948, Spassky termine cinquième du championnat de Léningrad junior et devient le plus jeune joueur en URSS à obtenir le titre de joueur de 1re catégorie ; la même année, il gagne le championnat de sa catégorie.
Dans son enfance, Spassky est considéré comme un prodige ; dès 1947-1948, son talent est immédiatement reconnu, notamment par Botvinnik, et encouragé par l'État. Outre la mise à sa disposition d'un entraîneur en vue, Vladimir Zak, Spassky reçoit une bourse mensuelle de 120 roubles en 1948-1949. Grâce à sa deuxième place au championnat d'URSS junior de 1951, il devient le plus jeune candidat-maître en URSS, à 14 ans, ce qui lui permet de participer en novembre 1951 à Riga au quart de finale du championnat d'URSS adultes. Spassky obtient 8,5 points sur 15 et termine 7e-8e. Après le tournoi de Riga, Zak cherche un nouvel entraineur pour aider Spassky à progresser ; il propose Grigory Levenfish, mais Spassky choisit de le remplacer par Aleksandr Tolouch, un partisan du jeu d'attaque (auquel Zak est opposé). L'année suivante, en 1952, à quinze ans, Spassky termine deuxième du championnat de Léningrad adultes (9,5/13), à deux points derrière Mark Taïmanov, mais devant Viktor Kortchnoï et Levenfisch.

## L'ascension vers le championnat d'URSS (1953 à 1963)

### Premier tournoi à l'étranger à seize ans
Les succès de Boris Spassky à Léningrad en 1951 et 1952 poussèrent la Fédération soviétique des échecs à l'envoyer en Roumanie en janvier-février 1953 à Bucarest pour son premier tournoi international. À Bucarest participaient Vassily Smyslov (futur vainqueur du tournoi des candidats de Zurich 1953) et Tigran Petrossian. La première place du tournoi fut remportée par l'entraîneur de Spassky, Aleksandr Tolouch et Spassky termina à la 4e-6e place (+8 −3 =8), battant notamment Smyslov (troisième du tournoi), ce qui eut pour conséquence de lui faire obtenir à seize ans le titre de maître international. La victoire de Spassky sur Smyslov fut récompensée par un prix de beauté.

### Champion du monde junior et grand maître international (1955)

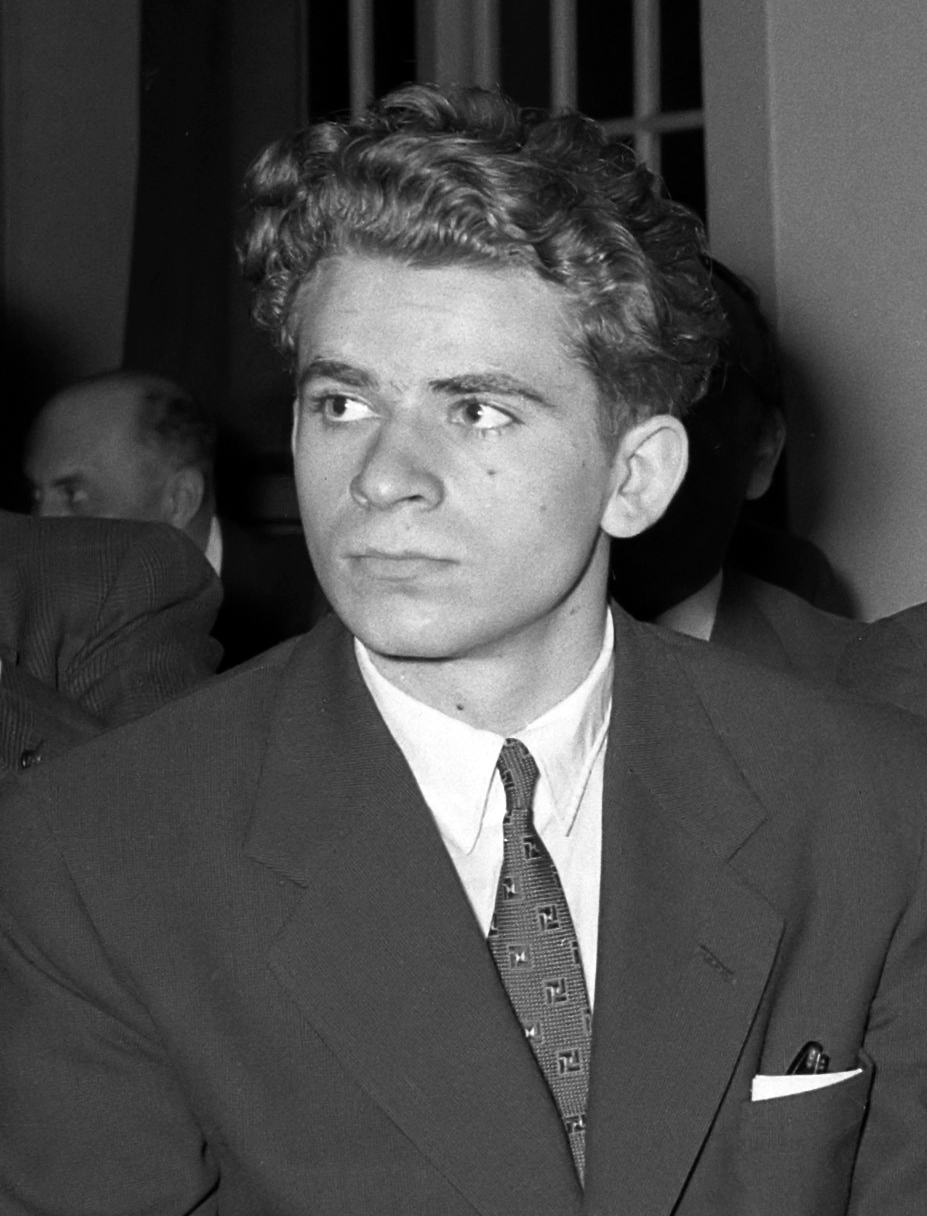
Boris Spassky au tournoi des candidats de 1956 à Amsterdam.

En 1954, Boris Spassky finit premier du championnat d'URSS junior par équipes devant Mikhaïl Tal. Un an plus tard, en 1955, entre la finale du championnat d'URSS et l'interzonal de Göteborg, il devient champion du monde junior à Anvers. En plus de ce titre, la Fédération internationale des échecs lui décerne celui de Grand maître international. À dix-huit ans, Spassky succède à Tigran Petrossian comme plus jeune grand maître de l'histoire et le reste jusqu'à ce que Bobby Fischer reçoive le titre en 1958 à quinze ans. Jusqu'en 1980, Fischer et Spassky ont été les seuls joueurs à obtenir le titre avant leurs dix-neuf ans — Anatoli Karpov (né en 1951) et Henrique Mecking (né en 1952) obtiennent le titre à dix-neuf ans en 1971 ; Garry Kasparov, né en 1963, obtient le titre à dix-sept ans en 1980.

### Troisième du championnat d'URSS à dix-huit ans
En 1954, Spassky termine quatrième (+6 −2 =12) de la demi-finale du championnat d'URSS à Léningrad remportée par Taïmanov, et se qualifie pour la finale du XXIIe championnat d'URSS de 1955 à Moscou, où il termine 3e-6e (+7 −3 =9), devant Keres, Taïmanov, Averbakh et Kortchnoï.
Au début de 1956, qualifié d'office pour la finale du XXIIIe championnat d'URSS, Spassky termine 1er-3e mais perd le mini-tournoi de départage remporté par Taimanov.

### Candidat au championnat du monde (1956)
Le XXIIe championnat d'URSS (1955) est un tournoi zonal, première étape du cycle des sélections pour le championnat du monde d'échecs de 1957 et Spassky prend une des quatre places qualificatives pour l'étape suivante, le tournoi interzonal de 1955 à Göteborg. Lors de l'interzonal, il finit 7e-9e et prend une des neuf places qualificatives pour le tournoi des candidats de 1956 à Amsterdam (+3 −2 =8) où il ne parvient pas à obtenir le droit d'affronter le champion du monde Mikhaïl Botvinnik. Il finit 3e-7e du tournoi des candidats (+3 −2 =13) remporté par Smyslov devant Kérès.

### Échec aux sélections pour le championnat du monde (1958 et 1961)
De 1956 à 1960, Boris Spassky remporte les cinq demi-finales du championnat d'URSS qu'il dispute : il est 1er-5e en 1956, 1er-2e en 1957, 1958 et 1959 ; puis il termine seul premier de sa demi-finale en 1960. Mais, alors que les observateurs lui prédisent un bel avenir, Spassky est éclipsé par la montée en puissance de Tal, puis de Petrossian. En 1957, il est 4e-5e (+7 −1 =12) de la finale du XXIVe championnat d'URSS remporté par Tal. En 1958, Spassky termine 5e-6e (+7 −4 =7) avec Polougaïevski, mais après Petrossian, Bronstein et Averbakh de la finale du XXVe championnat d'URSS, remporté par Tal. Ce tournoi est un tournoi zonal et Spassky ne se qualifie pas pour le tournoi interzonal de 1958. Il avait perdu dans la dernière ronde une position gagnante contre Tal.
En 1959, Spassky termine 2e-3e (+8 −2 =9) de la finale du XXVIe championnat d'URSS remporté par Petrossian. L'année suivante, en 1960, il finit seulement dixième. En 1961, le XXVIIIe championnat d'URSS (janvier-février 1961) est un tournoi zonal et Spassky ne réussit pas à se qualifier pour le tournoi interzonal de 1962. Seuls quatre joueurs sont sélectionnés et il termine 5e-6e sur vingt participants (+7 −4 =8), ex æquo avec Smyslov, mais après Petrossian, Kortchnoï, Geller et Stein. Il avait perdu dans l'avant-dernière ronde contre Kortchnoï et abandonné dans la 19e et dernière ronde contre Stein alors que sa position offrait des chances de nullité.
Après ce deuxième échec consécutif dans un tournoi zonal, Spassky remplace son entraîneur Tolouch par Bondarevski, qui l'accompagne jusqu'au titre de champion du monde, en 1969.

### Champion d'URSS (1961)
En 1961, après avoir changé d'entraîneur, Spassky se sépare également de sa première femme.
En novembre-décembre 1961, il met un terme à sa période de passage à vide (1957-1961) en remportant le XXIXe championnat d'URSS (+10 −1 =9). L'année suivante, en décembre 1962, il termine cinquième du XXXe championnat d'URSS remporté par Kortchnoï.
En 1963, Spassky finit 1er-3e (+5 =14) du XXXIe championnat d'URSS, mais perd le mini-tournoi de départage remporté par Leonid Stein au début de 1964. La finale du championnat d'URSS de 1963 est la dixième finale consécutive à laquelle Spassky participe. De 1964 à 1972, il abandonne le championnat national et se consacre à la conquête et à la défense du titre de champion du monde. Il remporte le titre mondial en 1969 lors de sa deuxième tentative et le perd en 1972.

## La conquête du championnat du monde

### Vainqueur du tournoi zonal et du tournoi interzonal (1964)
Grâce à son classement au championnat d'URSS de 1963, Spassky est qualifié pour le tournoi zonal qui est disputé entre sept joueurs. Il remporte le tournoi zonal organisé à Moscou (+4 −2 =6), devant Stein, Bronstein, Kholmov, Kortchnoï, Souétine et Geller.
Grâce à sa victoire au tournoi zonal de 7 joueurs, Spassky est qualifié pour le tournoi interzonal disputé la même année à Amsterdam. Il termine 1er-4e, ex æquo avec le Danois Bent Larsen et les anciens champions du monde Mikhaïl Tal et Vassily Smyslov (+13 −2 =8), se qualifiant pour le cycle des candidats de 1965. La même année, il remporte le tournoi international de Belgrade devant Viktor Kortchnoï, Svetozar Gligoric, Bent Larsen, David Bronstein et Pal Benko.

### Tournoi des candidats 1965 et championnat du monde 1966
À partir de 1963, le tournoi des candidats est organisé sous la forme d'un tournoi par matchs à élimination directe.
En 1965, Boris Spassky défait en quart de finale Paul Keres : 6–4 (+4 −2 =4), puis, en demi-finale, Geller : 5,5–2,5 (+3 =5) et, en finale, l'ancien champion du monde Mikhaïl Tal : 7–4 (+4 −1 =6), gagnant ainsi le droit de défier le champion du monde Tigran Petrossian pour le titre mondial. À la fin de l'année, il remporte également le tournoi de Sotchi 1965 (mémorial Tchigorine) et le tournoi de Hastings 1965-1966.
En 1966, à Moscou, Spassky perd le match contre le champion du monde sortant, Tigran Petrossian : 11,5 à 12,5 (+3 −4 =17).

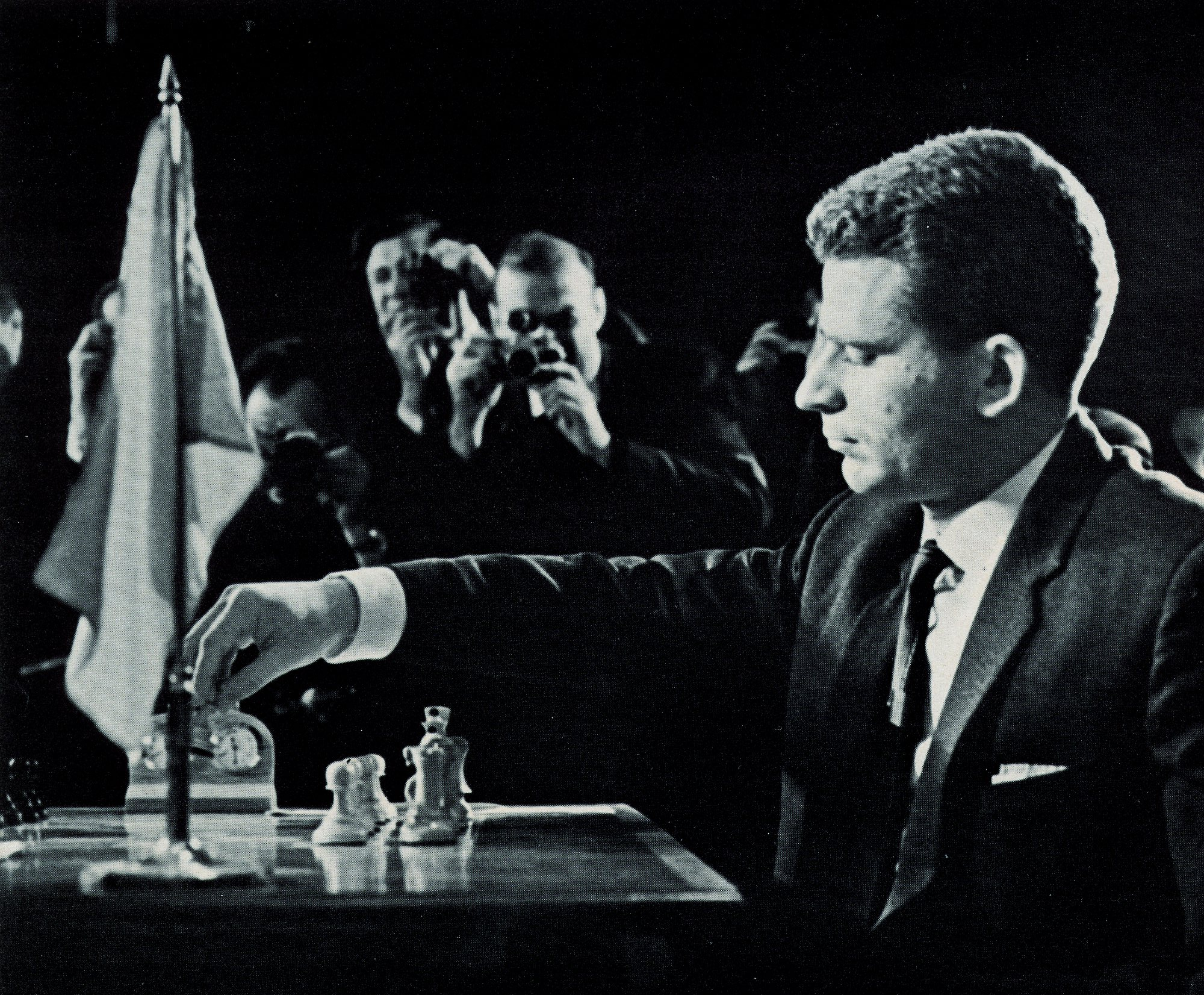
Boris Spassky, photographie parue en février 1969, avant le deuxième match contre Petrossian.

La même année que le championnat du monde, Spassky remporte la seconde coupe Piatigorsky à Santa Monica, devant Bobby Fischer, Bent Larsen et Tigran Petrossian. En 1967, il remporte le tournoi de Beverwijk et le mémorial Tchigorine à Sotchi (deuxième victoire après 1965), mais il termine seulement sixième du tournoi international de Moscou remporté par Leonid Stein.

### Champion du monde et oscar des échecs (1968-1969)
En tant que vainqueur du cycle des candidats précédent, Spassky est qualifié directement pour le cycle des candidats de 1968. Il affronte et bat successivement Geller (+3 =5), Larsen (+4 −1 =3) et Kortchnoï (+4 −1 =5), pour affronter à nouveau Petrossian en 1969.
Le match pour le championnat du monde 1969 a lieu à Moscou. Après la seizième partie, les deux joueurs sont à égalité (8-8). Demandant plus d'indépendance, Spassky se sépare de son entraîneur Igor Bondarevski peu avant la 17e partie et termine le match seul. Il remporte les 17e et 19e parties (des défenses siciliennes) ainsi que la 21e (une partie espagnole), ne concédant la défaite que dans la 20e partie. Avec deux points d'avance, Spassky est sacré dixième champion du monde le 17 juin 1969 sur le score de 12,5 à 10,5 (+6 −4 =13) ; dans une position gagnante, il a proposé la nulle à Petrossian lors de la 23e partie. La dix-neuvième partie est élue meilleure partie du premier semestre 1969 par l'informateur no 7.
En 1968 et 1969, les journalistes spécialisés décernèrent à Spassky l'« Oscar » du meilleur joueur de l'année. Sa victoire contre Penrose au tournoi de Palma (Majorque) est élue meilleure partie du deuxième semestre 1969 par l'informateur no 8.

### Match contre Fischer (1972)
En 1970, Spassky joue au premier échiquier de l'Union soviétique lors des compétitions internationales par équipes. À Belgrade, lors du match URSS - Reste du monde, il fait match nul avec Bent Larsen (+1 –1 =1). Sa victoire sur Larsen, lors de la deuxième ronde, est élue meilleure partie du premier semestre 1970 par l'informateur no 9. À la fin de l'année, lors de l'olympiade d'échecs de 1970, il bat Bobby Fischer.

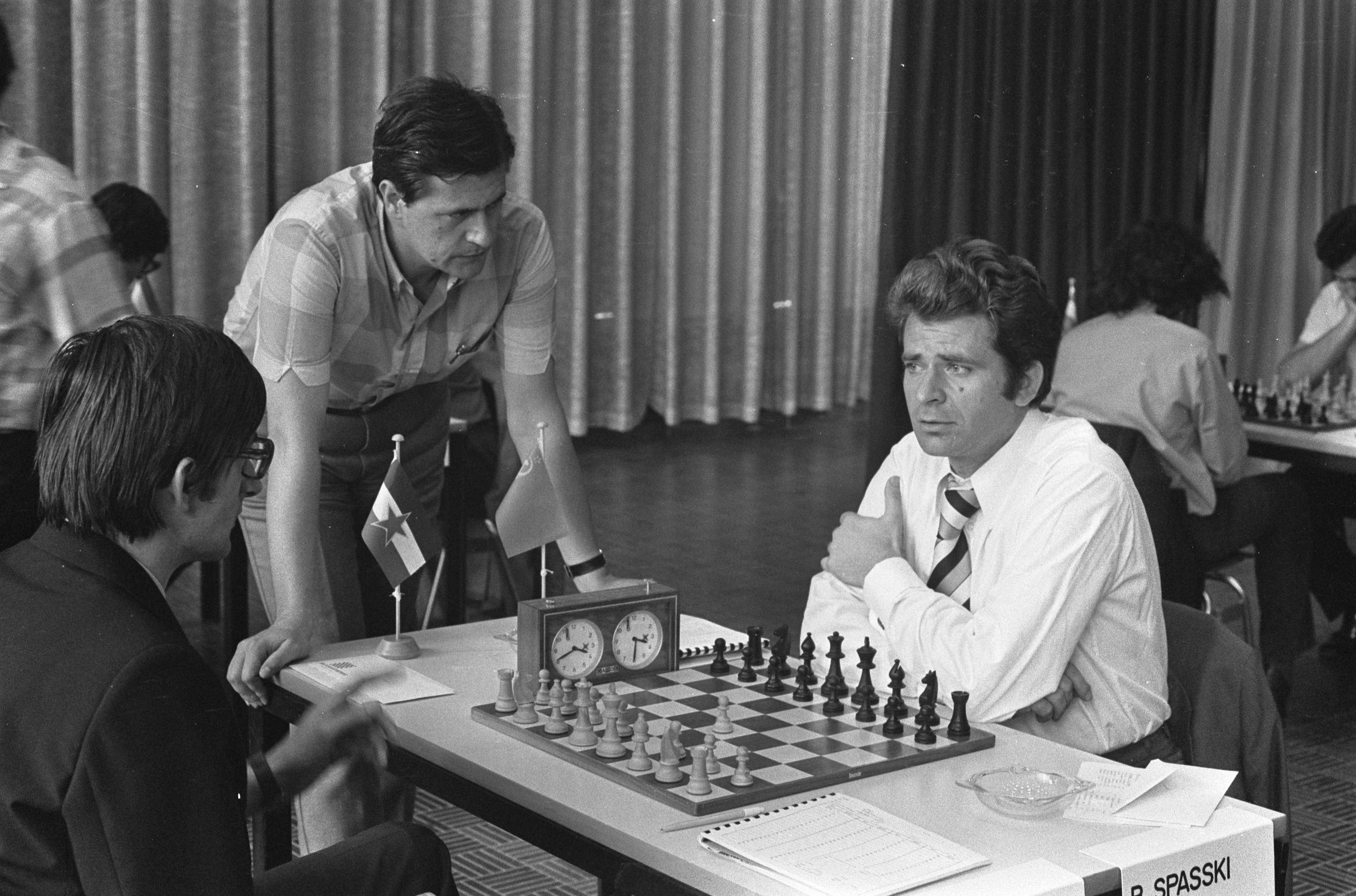
Boris Spassky (à droite) face à Albin Planinc au : tournoi IBM d'Amsterdam en 1973.

Spassky remet son titre en jeu en 1972 à Reykjavik contre Fischer. Avant le match, le champion du monde avait un score de trois victoires (en 1960, 1966 et 1970), deux matchs nuls (en 1966) et aucune défaite contre le champion américain. Fischer remporte le match avec quatre points d'avance : 12,5 à 8,5 (trois victoires pour Spassky, dont une par forfait, sept gains pour Fischer et onze nulles), mettant fin à 24 ans de domination soviétique. Après cette défaite, Spassky tombe en disgrâce auprès de la Fédération soviétique et, pendant un an, il ne peut pas participer aux tournois à l'étranger. Il ne dispute pas l'olympiade d'échecs de 1972.
Il est notable qu'en dépit de toutes les péripéties de taille à miner son moral avant et pendant le match, Spassky demeure remarquablement patient et fair-play. Il applaudira Fischer à l'issue d'une des parties. Fischer en dira qu'il est un vrai sportif. Ils nourriront ensuite une relation amicale.

## Après la perte du titre mondial

### Deuxième titre de champion d'URSS (1973)
Après qu'il a perdu le titre de champion du monde en 1972, la Fédération soviétique d'échecs exige que tous les joueurs soviétiques de premier plan soient présents au championnat d'URSS de 1973, ce qui en fait une des éditions les plus relevées des années 1960 et 1970. À l'issue de ce XLIe championnat, il remporte pour la dernière fois le titre à Moscou (+7 −1 =9) en devançant d'un point le groupe de ses cinq poursuivants constitué de Petrossian, Kortchnoï, Karpov, Polougaïevski et Kouzmine. Participent également à ce tournoi : les anciens champions du monde : Smyslov et Tal ; le troisième du championnat du monde 1948, Keres ; les candidats au championnat du monde : Taïmanov et Geller, ainsi que Beliavski et Svechnikov. C'est aussi sa dernière apparition dans cette compétition.

### Demi-finale des candidats contre Karpov (1974)
En 1974, qualifié pour le cycle des candidats en tant qu'ancien champion du monde, Boris Spassky bat Robert Byrne (+3 =3) en quart de finale avant de tomber face à Anatoli Karpov : 4 à 7 (+1 −4 =6) en demi-finale.

### Installation en France (1976)

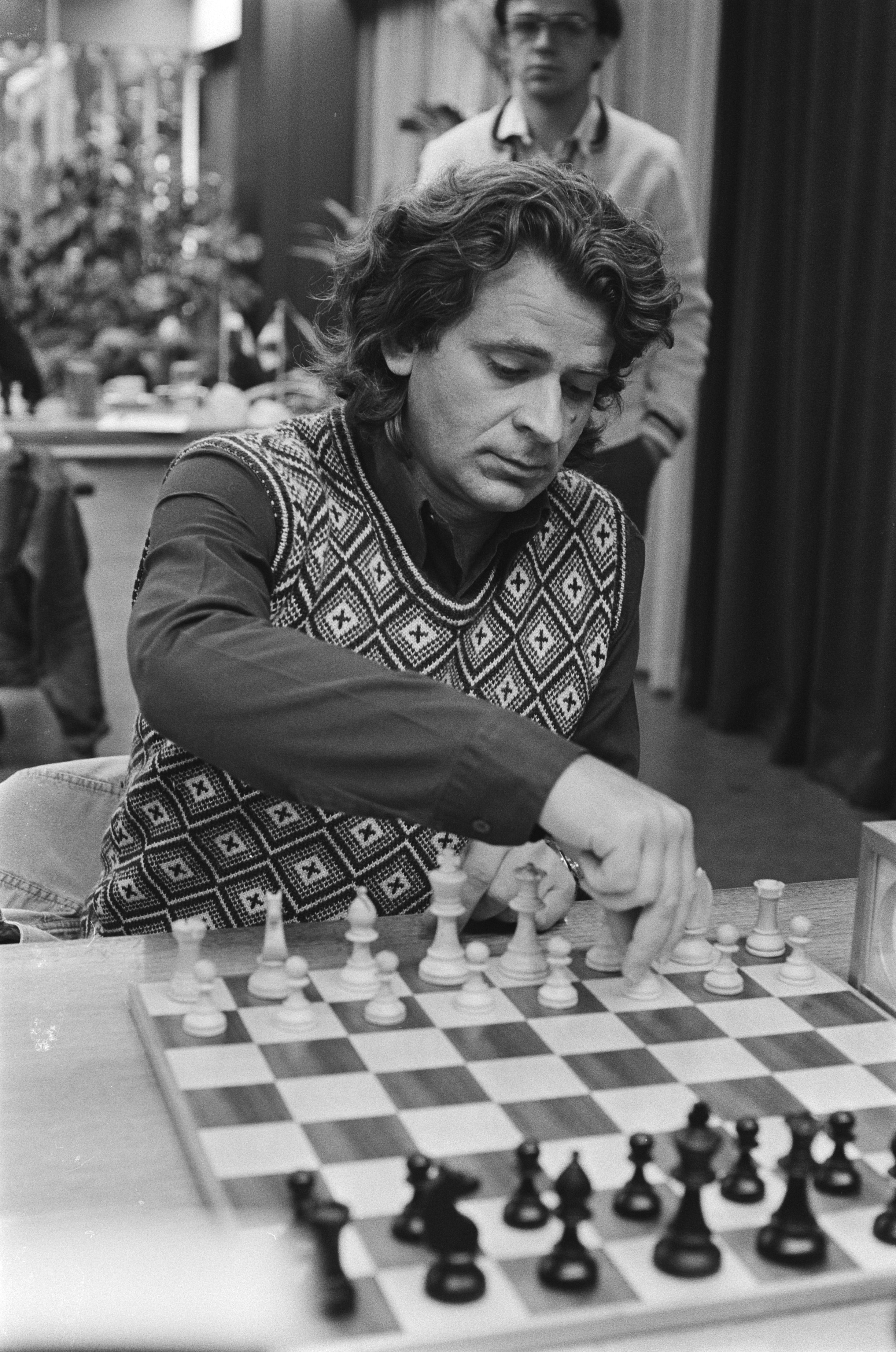
Boris Spassky en 1978.

Depuis août 1974, Boris Spassky vivait seul. En novembre 1974, il rencontre une Française d'origine russe, Marina Stcherbatcheff, qui travaille pour l'office du commerce à l'ambassade de France. À la fin de l'année, Spassky commence à vivre dans l'appartement de Marina qui est sous surveillance policière. Les autorités soviétiques demandent officiellement à la Française de quitter l'URSS et, le 30 septembre 1975, Spassky épouse Scherbatcheff, avant le sommet prévu à l'automne entre Léonid Brejnev et le président français Valéry Giscard d'Estaing. Spassky obtient un visa et quitte l'URSS en septembre 1976.
Il s'installe en France à Meudon en 1976. Un accord s'établit avec les autorités soviétiques : autorisé à voyager librement en dehors de l'URSS, Spassky s'abstiendrait de parler en termes négatifs contre l'URSS et resterait apolitique.
En 1978, Spassky obtint la nationalité française.

### Finale des candidats contre Kortchnoï (1977-1978)
Déchu de son titre de champion du monde en 1975, Bobby Fischer est néanmoins automatiquement qualifié pour le cycle des candidats suivant, mais il refuse d'y participer.
En 1977-1978, c'est Spassky qui remplace Fischer lors des matchs des candidats, en sa qualité d'ancien champion du monde, et il affronte Vlastimil Hort en quart de finale. Le match s'achève sur une égalité (+1 −1 =10) et ce n'est qu'après deux prolongations (=2 et +1 =1) que Spassky s'impose. En demi-finale, il élimine Lajos Portisch (+4 −2 =9), puis il rencontre en finale Viktor Kortchnoï. Le match, disputé à Belgrade, est tendu. Pour disputer la finale, Spassky a obtenu de la fédération soviétique le retour de son entraîneur des années 1960, Igor Bondarevski, mais après dix parties, il a cinq points de retard. Puis Spassky remporte quatre parties consécutives, réduisant l'écart ; cependant Kortchnoï se ressaisit et gagne les 17e et 18e parties. Spassky perd avec elles le match (+4 -7 =7).

### Années 1980

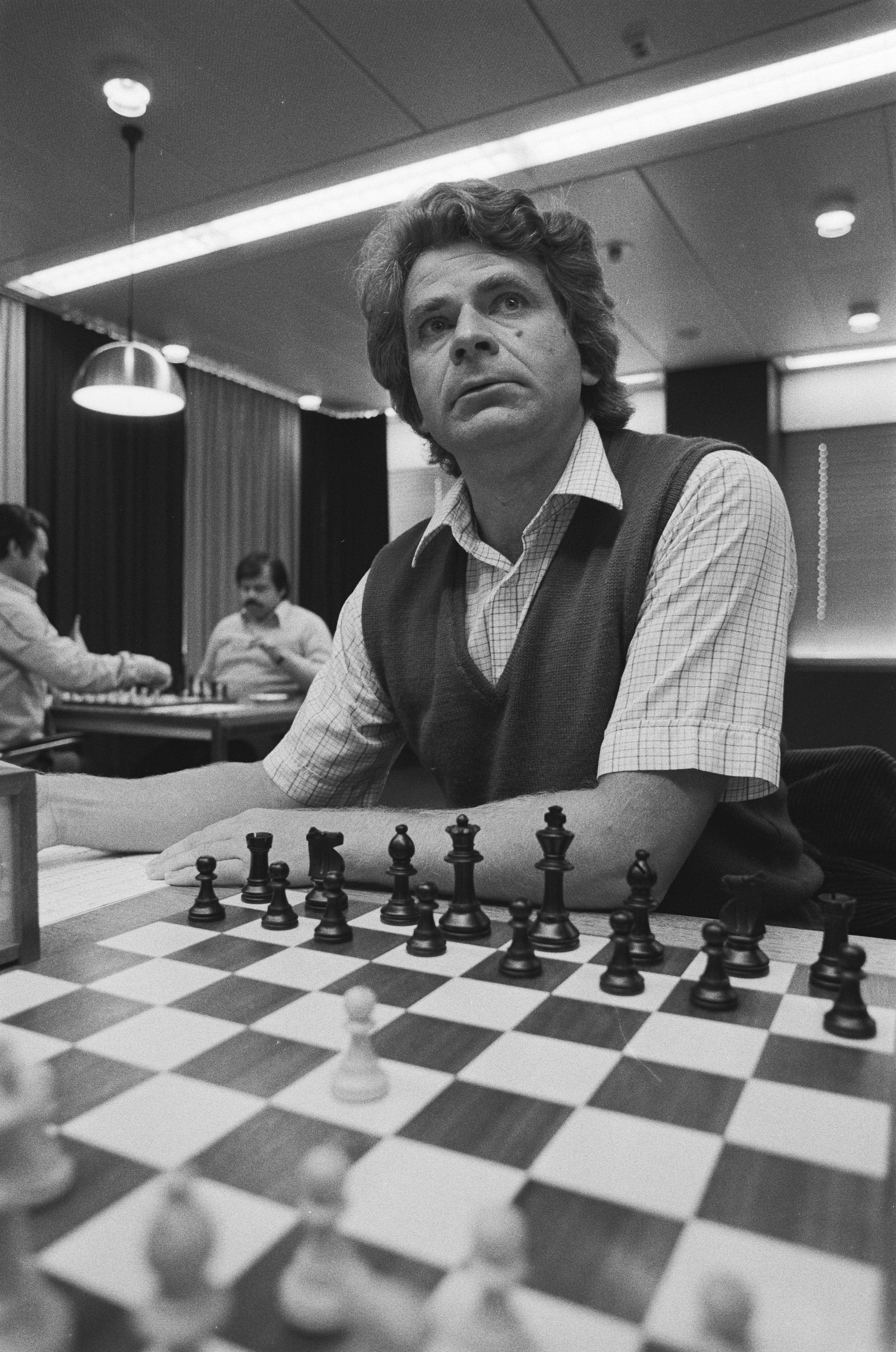
Boris Spassky en 1980.

En 1980, à nouveau qualifié par sa place de finaliste du cycle précédent, Spassky disparait dès les quarts de finale des candidats du cycle 1979-1981, contre Lajos Portisch. Leur match se termine par une égalité (+1 −1 =8) et, après deux prolongations (=2 et =2) Portisch est déclaré vainqueur car il a remporté sa victoire avec les Noirs. En 1982, Spassky ne parvient pas à se qualifier lors du tournoi interzonal de Toluca où il finit troisième (+4 −1 =8).

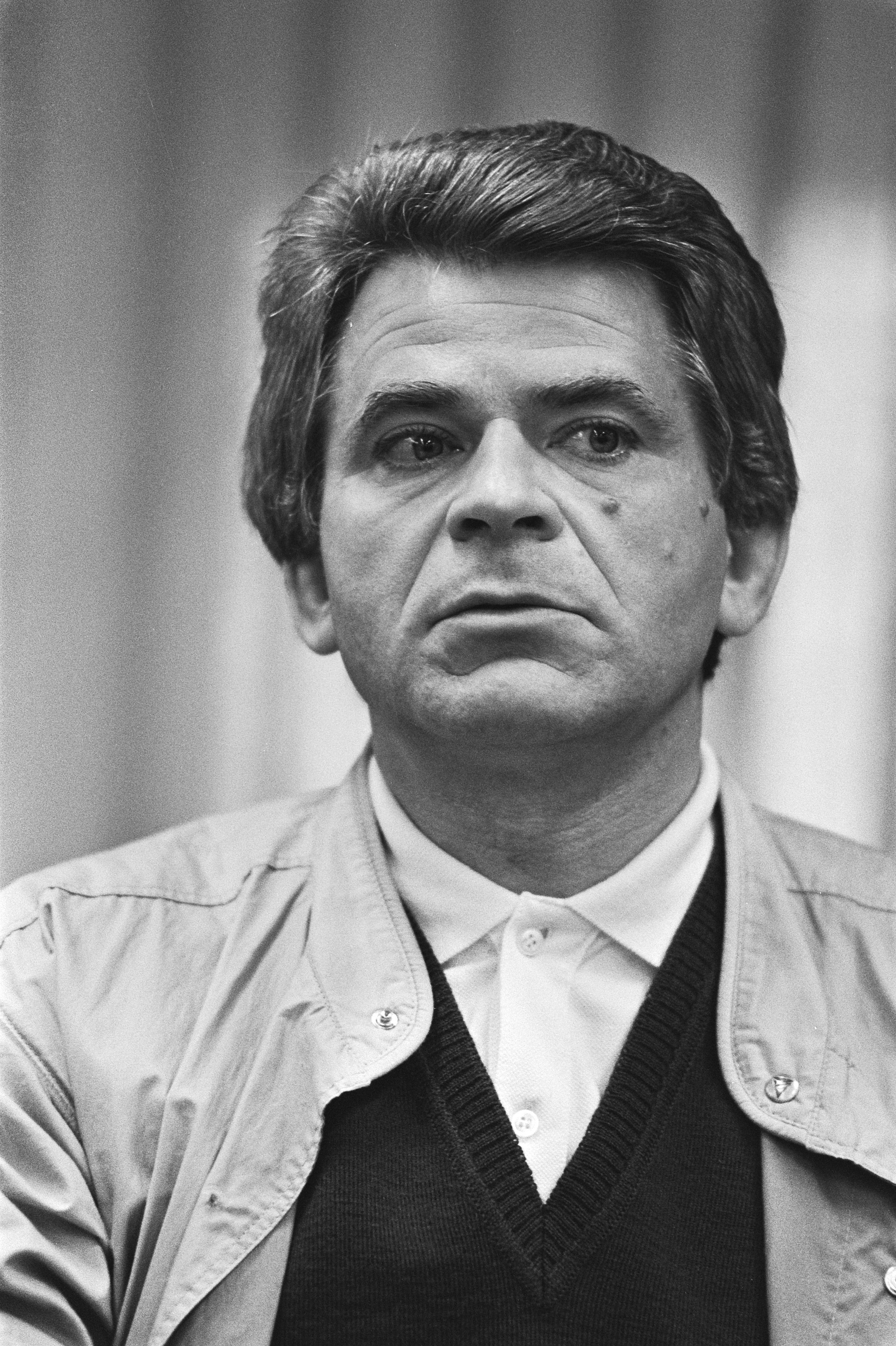
Boris Spassky en 1983.

En 1983, il remporte le tournoi de Linares devant Karpov. C'est la première fois qu'un joueur issu de l'union soviétique devance le champion du monde dans un tournoi à l'étranger. En conséquence, les autorités soviétiques décident que Spassky n'aurait plus droit à sa rémunération de grand maître (qui est à l'époque de 300 roubles). Spassky ne proteste pas ; il décide de ne plus retourner à Moscou, puis de jouer pour la France. Il joue au premier échiquier de l'équipe de France lors du championnat du monde par équipes de 1985 — la France finit quatrième — et des olympiades d'échecs de 1984 (la France finit septième), 1986 et 1988.
En 1985, il obtient une place, en qualité de joueur du pays organisateur, au tournoi des candidats de Montpellier. Il y termine 6e-7e (+4 −3 =8). Sa défaite contre le dernier du tournoi l'empêche d'entrer dans le trio de tête. Lors de la dernière ronde, il gaffe en finale contre Beliavski. Par la suite, il ne participe plus à ces cycles des candidats.
En 1990 et 1991, il participe au championnat de France d'échecs et finit quatrième du tournoi, remporté par Marc Santo-Roman.
En 1988-1989, il ne dispute que trois tournois de la coupe du monde GMA : Belfort 1988 (quatrième ex æquo), Reykjavik 1988 (quinzième ex æquo) et Barcelone 1989 (huitième ex æquo). Dans ces deux tournois, il termine avec un score « négatif ». Il se retire ensuite de la coupe du monde et ne dispute pas le tournoi de Rotterdam 1989.
Dans les années 1980, il joue pour l'équipe allemande de Solingen–1868 avec laquelle il remporte la coupe d'Europe des clubs d'échecs en battant le CSKA Moscou en finale en 1990. Spassky fait également partie du club d'échecs d'Auxerre (la Dame Blanche) avec Garry Kasparov et Anatoli Karpov.[réf. nécessaire] En 1991, il dispute la coupe d'Europe des clubs avec Lyon-Oyonnax (éliminé en quart de finale par le Bayern de Munich).

### Match revanche contre Fischer (1992)

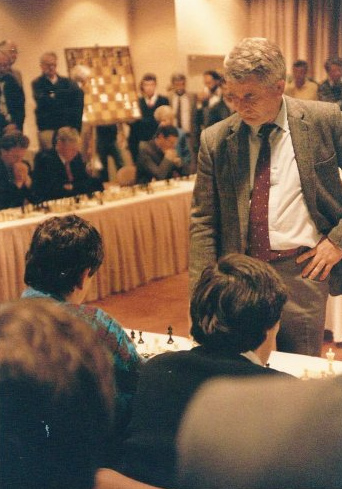
Boris Spassky en parties simultanées lors d'un tournoi d'exhibition en 1989.

En 1992, Spassky qui avait des dettes, dispute un match revanche contre Bobby Fischer à Sveti Stefan en Yougoslavie (maintenant le Monténégro). Il perd le match cinq victoires à dix et quinze parties nulles, mais remporte plus d'un million de dollars américains.
L'année suivante, en 1993, à Budapest, il joue un match en dix parties contre Judit Polgár qu'il perd par 4,5–5,5.
Spassky se désintéresse ensuite progressivement des échecs.
Après 1993, Spassky ne fait que de rares apparitions dans des compétitions, notamment par équipes dans des matchs-tournois vétérans contre femmes ou vétérans contre jeunes à Cannes ou lors du tournoi à élimination directe pour les 70 ans de Viktor Kortchnoï où il finit cinquième. Il jouait au moins une fois par an au Jardin du Luxembourg[réf. nécessaire].
En 1995, il dispute la coupe d'Europe avec le club de Belfort (éliminé en finale de poule par Budapest). En 2001-2002, il fait partie de l'équipe du NAO Chess Club.

### Retour à Moscou (2012)

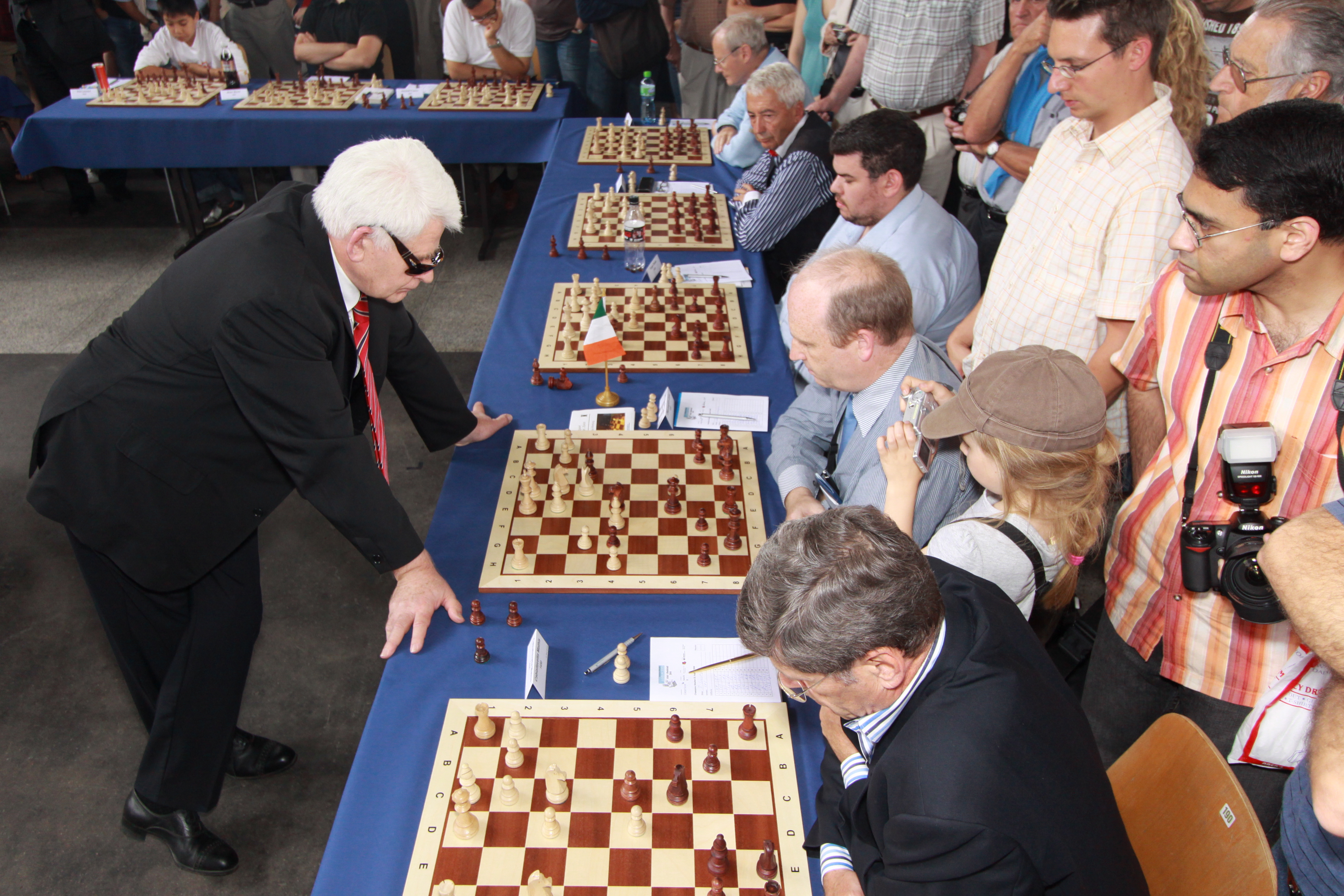
Boris Spassky donnant une partie simultanée en 2009.

Le premier octobre 2006, Spassky est victime d'un accident vasculaire cérébral. En décembre 2009, il dispute un match en huit parties contre Viktor Kortchnoï, match terminé par l'égalité : 4–4 (+2 −2 =4). Le 22 septembre 2010, à Moscou, Spassky est à nouveau victime d'un AVC.

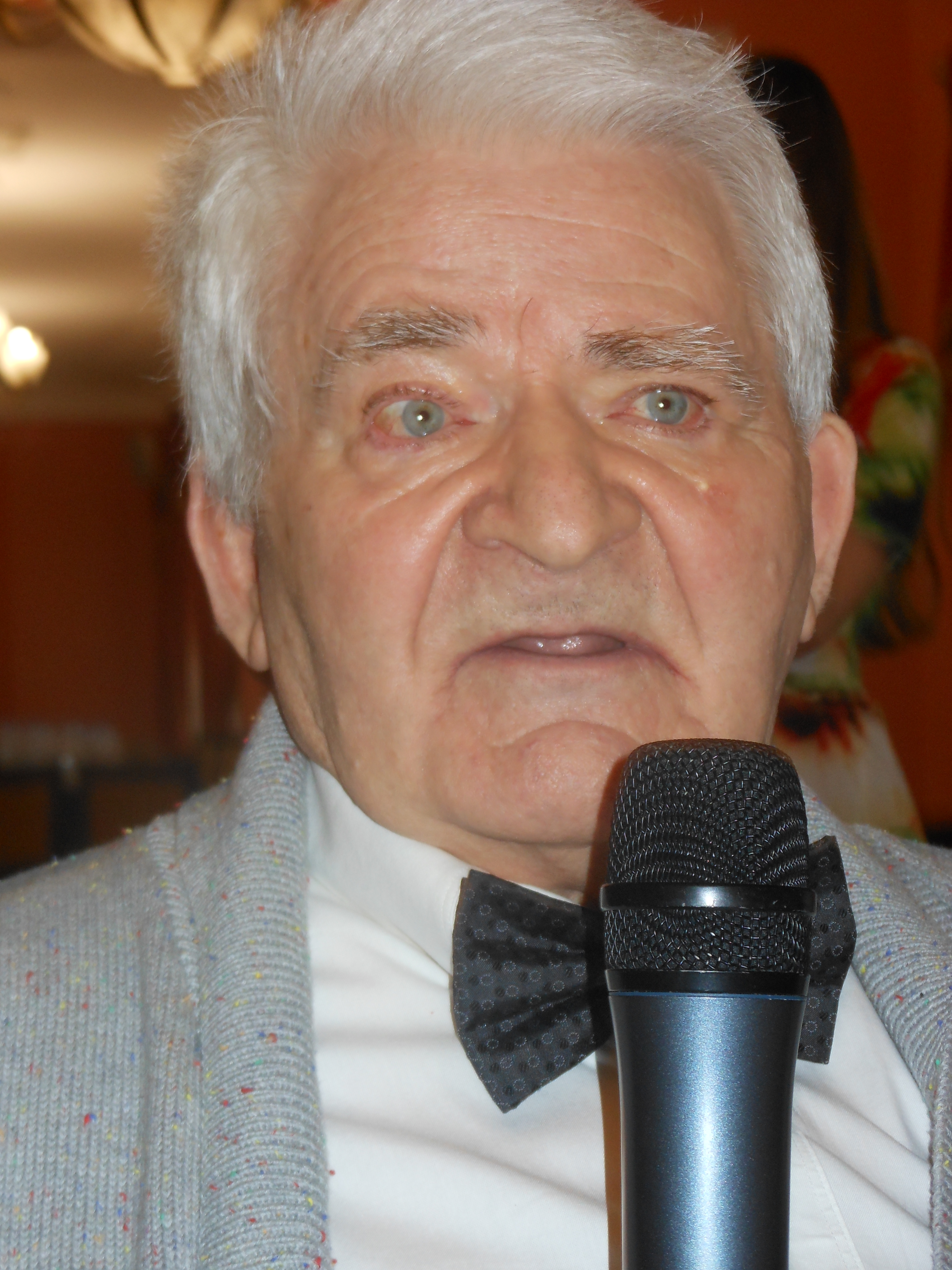
Boris Spassky en 2016.

Le 16 août 2012, Spassky disparaît de son domicile parisien. Son plus jeune fils Boris, qui retrouve sa trace à Moscou, décide de porter plainte en France pour enlèvement et séquestration,.
Le 2 octobre 2012, il donne une interview pour expliquer sa nouvelle situation à Moscou. Il évoque ses problèmes rénaux, pour lesquels il réside dans un centre de remise en forme. Son voyage et son séjour à Moscou ont été financés par un sponsor. Il reste à distance de son fils Boris, de sa femme et de sa sœur Iraida. Ses souvenirs de compétition, titres et coupes, ont été visibles dans son chalet français d'Allemond (en Isère) avant que celui-ci soit vendu.
En octobre 2015, Spassky apparait en fauteuil roulant, en tant qu'invité d'honneur, lors du championnat du monde de blitz à Berlin. Il explique qu'il a vu le film Le Prodige réalisé sur l'histoire de son match contre Bobby Fischer en 1972.
Il meurt le 27 février 2025 à l'age de 88 ans,.

## Palmarès
Les tables suivantes donnent les résultats et les scores de Boris Spassky dans les tournois et les matchs. La notation (+6 –4 =13) signifie : six victoires, quatre défaites et treize parties nulles.

### Principales victoires dans les tournois internationaux
- 1955, Spassky remporte le championnat du monde junior à Anvers.
- 1959 :
  - covainqueur du tournoi international de Moscou, ex æquo avec Bronstein et Smyslov, devant Vassioukov, Portish, Filip, Aronine, Miley, Olafsson, Simaguine, Larsen et Loutikov.
  - vainqueur sans défaite (+10 =3) du tournoi de Riga, tournoi des joueurs de la mer Baltique, devant Mikenas, Tolouch, Tal et Gipslis.
- 1960 : covainqueur sans défaite (+12 =3) avec Fischer, du tournoi de Mar del Plata devant Bronstein. Spassky battit Fischer lors de leur première rencontre.

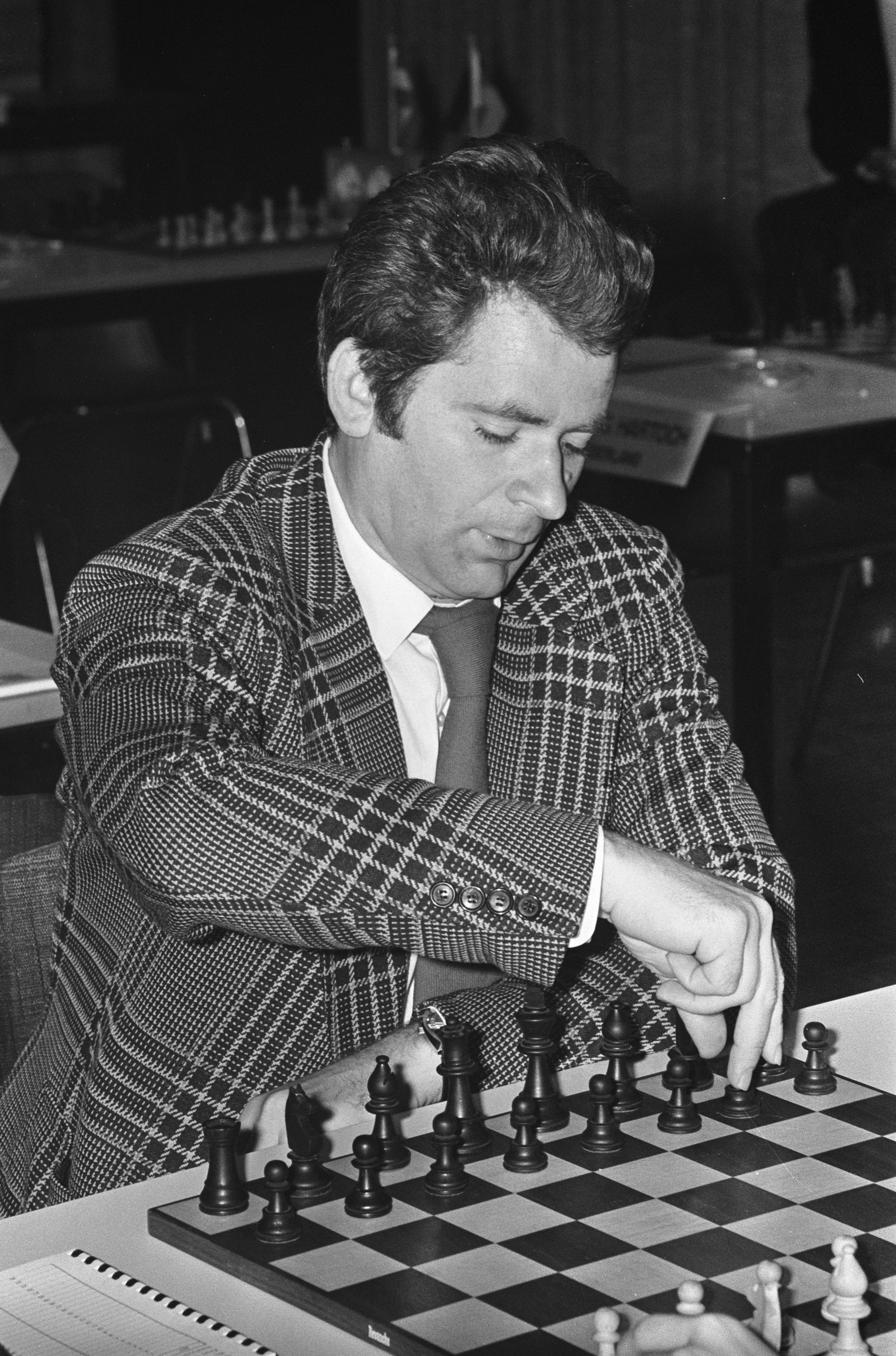
Boris Spassky en 1973.

En 1964, Spassky remporta le tournoi interzonal d'Amsterdam.
- 1964 : vainqueur sans défaite (+9 =8) du tournoi de Belgrade (devant Kortchnoï, Ivkov, Gligoric, Larsen, Benko et Bronstein)
- 1965 : covainqueur sans défaite (+6 =9) du mémorial Tchigorine de Sotchi avec Wolfgang Unzicker, devant Ciric, Kroguious, Flohr, Illivitski, A. Zaïtsev, Jansa, Nejmetdinov et Antochine.
- 1965-1966 : vainqueur sans défaite (+6 =3) du tournoi de Hastings (devant Uhlmann, Vassioukov, et Gligoric)
- 1966 : vainqueur sans défaite (+5 =13) du tournoi à deux tours de Santa Monica (devant Fischer, Larsen, Petrossian, Portisch et Unzicker). Spassky marqua 1,5 points sur 2 contre Fischer.
- 1967 :
  - vainqueur sans défaite (+7 =8) du tournoi de Bewerjik (Wijk aan Zee) (devant Loutikov, Ciric, Larsen, Darga et Gligorić)
  - covainqueur sans défaite (+5 =10) du mémorial Tchigorine de Sotchi

En 1968 et 1969, Spassky remporta l'oscar des échecs et devint champion du monde.
- 1969 : vainqueur sans défaite (+8 =7) du tournoi de San Juan (Porto Rico)[21] devant Bisguier, Brown et Parma
- 1970 :
  - vainqueur sans défaite (+2 =10) du tournoi à quatre tours de Leyde (devant Larsen et Botvinnik)
  - covainqueur sans défaite (+8 =7), avec Polougaïevski, du tournoi IBM d'Amsterdam (devant Geller et Gligoric)
- 1971 : vainqueur sans défaite (+7 =4) du championnat open du Canada à Vancouver
- 1973 : covainqueur avec Andersson et Hecht du tournoi de Dortmund (championnat international de RFA)

En 1976, Spassky s'installa en France.
- 1978 : covainqueur, avec Anatoli Karpov, du tournoi de Bugojno, devant Timman, Ljubojevic, Tal, Larsen, Hort, Hübner, Balachov, Miles, Ivkov, Portisch, Byrne et Gligoric.
- 1979 : covainqueur du tournoi de Munich, ex æquo avec Andersson, Balachov et Hübner, devant Stean, Pachman, Robatsch, Olafsson et Unzicker.
- 1980 : covainqueur sans défaite (+6 =9), avec Beliavski, du tournoi de Baden (Autriche), devant Nunn, R. Byrne, Vaganian, Smejkal, Gheorghiu, Seirawan, Stean, Adorjan, Miles, Gligoric et Van der Wiel
- 1983 : vainqueur sans défaite (+3 =7) du tournoi de Linarès (devant Karpov, Andersson, Miles, Sax, Youssoupov, Geller, Hort, Timman, Seirawan et Larsen)
- 1984 : covainqueur de l'open de Londres
- 1985 : covainqueur du championnat open des États-Unis
- 1988 : covainqueur du tournoi de Wellington

### 1951 à 1961: champion d'URSS
En novembre 1948, Spassky remporta le championnat junior du club des « réserves de main d'œuvre » à Minsk.
En 1949, il termina premier ex æquo du championnat de Léningrad junior, devant le champion d'URSS junior de 1948, Kortchnoï. De 1949 à 1954, il disputa le championnat d'URSS junior par équipes à Moscou (1949 et 1950), Léningrad (1951), Rostov (1952), Kharkov (1953) et Léningrad (en 1954).
En 1960, il réalisa sa plus mauvaise performance en ne terminant que 9e-10e du championnat d'URSS à Léningrad (10 points sur 19).
| Année | Seul vainqueur ou covainqueur | Deuxième à septième |
| ----- | --- | --- |
| 1951  | Championnat d'URSS junior par équipes (2e échiquier) (Léningrad) : 8,5 / 9 | Léningrad (2e après Klaiman) : 4 / 5 (+4 –1 =0) (demi-finale du mémorial Tchigorine)Riga (7e-8e) : 8,5 / 15 (+5 –3 =7) (quart de finale du championnat d'URSS)                                                                    |
| 1952  | | Championnat de Léningrad (2e après Taïmanov) : 9,5 / 13 (+6 =7) |
| 1953  | | Bucarest (4e-5e) : 12 / 19 (+8 –3 =8) (victoire de Tolouch devant Petrossian et Smyslov) |
| 1954  | Léningrad (maitres et candidats maitres) : 12,5 / 15 (+10 =5)Championnat d'URSS junior par équipes (1er échiquier) (Léningrad) : 7,5 / 9, | Léningrad (4e) : 12 / 20 (victoire de Taïmanov devant Cherbakov) (demi-finale du championnat d'URSS 1955) |
| 1955  | Olympiade universitaire de Lyon (2e échiquier) : 7,5 / 8 Championnat du monde junior (Anvers) : 14 / 16 (+13 –1 =2) (demi-finale : 6 / 7, +6 –1 ; finale : 8 / 9, +7 =2)                                                                                            | Championnat d'URSS (3e-5e) : 11,5 / 19 (+7 −3 =9) (Moscou, tournoi zonal remporté par Geller devant Smyslov)Tournoi interzonal de Göteborg (7e-9e) : 11 / 20 (+7 –5 =8) (victoire de Bronstein devant Kéres, Panno et Petrossian) |
| 1956  | Championnat d'URSS (Léningrad) (1er-3e) : 11,5 / 17 (+7 −1 =9) (ex æquo avec Taïmanov et Averbakh, 3e du tournoi de départage)Léningrad (1er-5e) : 11,5 / 19 (+7 –3 =9) (ex æquo avec Aronine, Klaman, Tolouch et Khasine) (demi-finale du championnat d'URSS 1957) | Tournoi des candidats (3e-7e) : 9,5 / 18 (+3 –2 =13) (Amsterdam, victoire de Smyslov devant Kéres) |
| 1957  | Olympiade universitaire de Reykjavik (2e échiquier) : 7 / 9 (+5 =4) Léningrad : 12,5 / 19 (+7 –1 =11) (ex æquo avec Tolouch) (demi-finale du championnat d'URSS 1958)                                                                                               | Championnat d'URSS (4e-5e) : 13 / 20 (+7 −1 =12) (Moscou, victoire de Tal devant Kéres, Bronstein et Tolouch) |
| 1958  | Rostov : 10 / 15 (+7 –2 =6) (ex æquo avec Nejmetdinov) (demi-finale du championnat d'URSS 1959) | Championnat d'URSS (Riga, 5e-6e) : 10,5 / 18 (+7 −4 =7) (tournoi zonal remporté par Tal devant Petrossian et Bronstein)Olympiade universitaire de Varna (2e au 2e échiquier) : 6,5 / 8 (+4 =5)                                    |
| 1959  | Moscou : 7 / 11 (+4 –1 =6) (ex æquo avec Smyslov et Bronstein) Championnat de Léningrad : 14 / 17 (+11 =6) Tallinn : 11,5 / 15 (+9 –1 =5) (ex æquo avec Souétine) (demi-finale du championnat d'URSS 1960)Tournoi international de Riga : 11,5 / 13 (+10 =3)        | Championnat d'URSS (2e-3e) : 12,5 / 19 (+8 −2 =9) (Tbilissi, victoire de Petrossian devant Tal) |
| 1960  | Mar del Plata : 13,5 / 15 (+12 =3) (ex æquo avec Fischer) Kislovodsk (championnat du club Troud) : 11,5 / 15 (+8 =7)Rostov : 12 / 17 (+8 –1 =8) (demi-finale du championnat d'URSS de février 1961)                                                                 | Olympiade universitaire (2e au 1er échiquier) : 10 / 12 (+9 –1 =2) (Léningrad, médaille d'or remportée par Lombardy : 12 / 13) |
| 1961  | Match Budapest-Léningrad contre Portisch : 3,5 / 4 Championnat de Léningrad (ex æquo avec Taïmanov) : 13 / 18 (+8 =10, demi-finale du championnat d'URSS de nov. 1961) Championnat d'URSS (Bakou, nov.-déc. 1961) : 14,5 / 20 (+10 −1 =9)                           | Championnat d'URSS (Moscou, 5e-6e) : 11 / 19 (+7 −4 =8) (janvier-février 1961, tournoi zonal remporté par Petrossian devant Kortchnoï, Stein, Geller et Smyslov)                                                                  |

### 1962 à 1970: l'ascension vers le championnat du monde
| Année | Vainqueur ou ex æquo | Deuxième à sixième |
| ----- | --- | --- |
| 1962  | Olympiade universitaire (Mariánské Lázně) : 7,5 / 9 (+6 =3)Olympiade de Varna (3e échiquier) : 11 / 14 (+8 =6)Championnat d'URSS par équipes (Léningrad) : 6 / 8 (+4 =4) | La Havane (mémorial Capablanca, 2e-3e) : 16 / 21 (victoire de Najdorf devant Polougaïevski) Championnat d'URSS (5e) : 12,5 / 19 (+9 –3 =7) (Erevan, victoire de Kortchnoï devant Taïmanov et Tal)        |
| 1963  | Spartakiade de Léningrad : 5,5 / 61963-1964 : Championnat d'URSS (Léningrad) : 12 / 19 (+5 =14) (ex æquo avec Stein et Kholmov, 2e du tournoi de départage) | Kharkov (2e-3e) : 10,5 / 15 (+6 =9) (tournoi remporté par Osnos devant Souétine) (demi-finale du championnat d'URSS 1963)                                                                                |
| 1964  | Tournoi zonal (Moscou) : 7 / 12 (+4 –2 =6) Tournoi interzonal (Amsterdam) : 17 / 23 (+13 –2 =8) (ex æquo avec Larsen, Smyslov et Tal) Tournoi international de Belgrade : 13 / 17 (+9 =8)Olympiade de Tel Aviv (2e réserve) : 10,5 / 13 (+8 =5)                                                   | Moscou (2e derrière Stein) : 2 / 4 (+1 –1 =2) (tournoi de départage du championnat d'URSS) Sotchi (mémorial Tchigorine) (4e) : 10,5 / 15 (+5 –1 =9) (victoire de Kroguious devant Kholmov et Damjanović) |
| 1965  | Tournoi des candidats : (Riga) Quart de finale contre Keres : 6–4 (+4 −2 =4), (Riga) Demi-finale contre Geller : 5,5–2,5 (+3 –0 =5) (Tbilissi) Finale contre Tal : 7–4 (+4 −1 =6) Sotchi : 10,5 / 15 (+6 =9) (ex æquo avec Unzicker)1965-1966 : Hastings : 7,5 / 9 (+6 =3) (ex æquo avec Uhlmann) | Spartakiade (Moscou) : 5 / 7 (+3 =4) |
| 1966  | Santa Monica : 11,5 / 18 (+5 =13) (devant Fischer et Larsen) | Championnat du monde contre Petrossian (+3 –4 =17) Sotchi (5e-6e) : 9,5 / 13 (victoire de Kortchnoï devant Polougaïevski, Kroguious et Matulović)                                                        |
| 1967  | Tournoi de Bewerjik : 11 / 15 (+7 =8) Spartakiade de Russie : 8,5 / 11 (+6 =5) (ex æquo avec Joukhovitski)Spartakiade d'URSS (Moscou) : 5,5 / 8 en finale (+3 =5)Sotchi (mémorial Tchigorine) (1er-5e) : 10 / 15 (+5 =10) (ex æquo avec A. Zaïtsev, Kroguious, Chamkovitch et Simaguine)          | Winnipeg (3e-4e) : 5,5 / 9 (victoire de Larsen et Darga devant Kéres) Moscou (6e-8e) : 9,5 / 17 (tournoi remporté par Stein)                                                                             |
| 1968  | Tournoi des candidats : (Soukhoumi) Quart de finale contre Geller : 5,5–2,5 (+3 –0 =5), (Malmö) Demi-finale contre Larsen : 5,5–2,5 (+4 −1 =3) (Kiev) Finale contre Kortchnoï : 6,5–3,5 (+4 –1 =5)                                                                                                | Palma de Majorque (2e-3e) : 13 / 17 (+10 –1 =6) (victoire de Kortchnoï devant Larsen) |
| 1969  | (Moscou) Championnat du monde contre Petrossian (+6 –4 =13)Tournoi de San Juan (Porto Rico) : 11,5 / 15 (+8 =7) | Palma de Majorque (5e) : 10 / 17 (+3 =14) (victoire de Larsen devant Petrossian, Kortchnoï et Hort) |
| 1970  | Leyde : 7 / 12 (+2 =10) (devant Donner, Botvinnik et Larsen) Olympiade de Siegen : 9,5 / 12 (devant Fischer) Amsterdam : 11,5 / 15 (+8 =7) (ex æquo avec Polougaïevski) | Match URSS - Reste du monde (Belgrade) Match nul contre Larsen : 1,5–1,5 (+1 –1 =1) |

### 1971 à 1981: champion d'URSS et finaliste des candidats
En 1972, Spassky perdit son titre de champion du monde. En 1974, 1977-1978 et 1980, Spassky fut éliminé du tournoi des candidats par Anatoli Karpov, Viktor Kortchnoï et Lajos Portisch. Bien que marié à une Française, il continua à jouer dans les compétitions soviétiques par équipes et, à partir de 1980, dans le championnat d'Allemagne par équipes (la Bundesliga) pour le club de Solingen.
| Année | Vainqueur ou ex æquo | Deuxième à sixième\|- | 1971 | Championnat d'URSS par équipes (Rostov) : 3,5 / 4 Open du Canada (Vancouver) : 9 / 11 (+7 =4) (ex æquo avec Hans Ree) | Göteborg (3e) : 8 / 11 (+5 =6) (victoire de Andersson et Hort)Open de Toronto (3e-4e) : 5,5 / 6 (système suisse) Moscou (mémorial Alekhine) (6e-7e) : 9,5 / 17 (+4 −2 =11) (tournoi remporté par Karpov et Stein devant Smyslov) |
| 1972 | | (Reykjavik) Championnat du monde contre Fischer : 8,5–12,5 (+3 −7 =11) |      | | |
| 1973 | Championnat d'URSS : 11,5 / 17 (+7 −1 =9) (Ligue supérieure, Moscou)Champ. d'Europe par équipes (Bath) : 5 / 7 (+3 =4) Championnat international de RFA : 11,5 / 15 (+5 −1 =9) (Dortmund, ex æquo avec Hecht et Andersson)                                            | Tallinn (3e-6e) : 9 / 15 (+4 −1 =10) (victoire de Tal devant Polougaïevski, Balachov, Bronstein et Kéres)Sotchi (mémorial Tchigorine, 2e après Tal) : 10 / 15 (+5 =5) Amsterdam (4e) : 9 / 15 (+4 −1 =10) (tournoi remporté par Petrossian et Planinc devant Kavalek)                                                                    |      | | |
| 1974 | (San Juan) Tournoi des candidats (quart de finale) : match contre Robert Byrne : 4,5–1,5 (+3 −0 =3)Olympiade de Nice (3e échiquier) : 11 / 15 (+7 =8) | (Léningrad) Demi-finale des candidats contre Karpov : 4–7 (+1 −4 =6)Solingen (3e-4e) : 8,5 / 14 (+4 −1 =9) (victoire de Kavalek et Polougaïevski devant Kurajica) |      | | |
| 1975 | | Tallinn (2e-3e) : 9,5 / 15 (+5 −1 =9, victoire de Keres devant Olafsson) Moscou (mémorial Alekhine) (2e derrière Geller) : 10 / 15 (+6 −1 =8) |      | | |
| En 1976, Spassky s'installa près de Paris et participa au tournoi interzonal de Manille (10e-13e avec 10 points sur 19). | | |      | | |
| 1977 | (Reykjavik) Tournoi des candidats : quart de finale des candidats contre Hort : 8,5–7,5 (+2 −1 =13) Matchs d'entraînement contre Kavalek (Solingen) et contre Timman (Amsterdam) : 4–2 (+2 =4)(Genève) Demi-finale des candidats contre Portisch : 8,5–6,5 (+4 −2 =9) | (Reykjavik) Tournoi des candidats : quart de finale des candidats contre Hort : 8,5–7,5 (+2 −1 =13) Matchs d'entraînement contre Kavalek (Solingen) et contre Timman (Amsterdam) : 4–2 (+2 =4)(Genève) Demi-finale des candidats contre Portisch : 8,5–6,5 (+4 −2 =9)                                                                    |      | | |
| 1978 | Bugojno : 10 / 15 (+6 −1 =8) (ex æquo avec Karpov) Montilla-Moreles : 6,5 / 9 (+4 =5) (devant Bellon, Gligoric, Miles et Hort) | 1977-1978 : finale des candidats contre Kortchnoï (Belgrade) : 8,5–11,5 (+4 −7 =9) Tournoi de Tilburg (6e-8e) : 5,5 / 11 (+2 −2 =7) (victoire de Portisch devant Timman, Miles, Hübner, Dzindzichachvili) |      | | |
| 1979 | Championnat international de RFA (1er-4e) (Munich) : 8,5 / 13 (+5 −1 =7) (ex æquo avec Balachov, Hübner et Andersson) | Montréal (5e-6e) : 8,5 / 18 (+4 −5 =9) (victoire de Karpov et Tal devant Portisch, Ljubojevic et Timman)Moscou (spartakiade d'URSS) : 4,5 / 8 (+1 =7)Tilburg (5e-8e) : 5,5 / 11 (+1 –1 =9) (victoire de Karpov devant Romanichine, Portisch et Sax)Buenos Aires (2e-5e) : 8 / 13 (victoire de Larsen devant Andersson, Miles et Najdorf) |      | | |
| 1980 | (Mexico) Quart de finale des candidats contre Portisch : 7–7 (+1 –1 =12, éliminé au départage) Baden : 10,5 / 15 (+6 =9) (ex æquo avec Beliavski) | Bad Kissingen (2e-3e) : 3 / 6 (=6) (victoire de Karpov devant Hübner)Tilburg (4e-5e) : 6 / 11 (+3 –2 =6) (victoire de Karpov devant Portisch, Timman et Sosonko) |      | | |
| 1981 | | Linares (5e-6e) : 6 / 11 (+2 –1 =8) (victoire de Karpov et Christiansen devant Larsen, Ribli et Kavakek)Tournoi des sélections (Moscou, 2e échiquier) : 3 / 6 (=6)Championnat d'URSS par équipes (Moscou, 3e) : 5 / 8 (+2 =6)Tilburg (6e-8e) : 5,5 / 11 (+1 –1 =9) (victoire de Beliavski devant Petrossian, Portisch et Timman)         |      | | |

### 1982 à 1993: vainqueur du tournoi de Linares
De 1984 à 1988, Spassky joua au premier échiquier de l'équipe de France lors des olympiades et du championnat du monde d'échecs par équipes de 1985 à Lucerne où la France finit quatrième. En 1990, lors du tournoi de Linares, Spassky finit 9e-11e avec 4 points sur 11. Le tournoi fut très éprouvant pour Spassky car les nulles n'étaient pas acceptées avant le quarantième coup et il ne pouvait pas se reposer en acceptant une nulle rapide.
| Année | Vainqueur ou ex æquo                                                                   | Deuxième à huitième |
| ----- | -------------------------------------------------------------------------------------- | --- |
| 1982  | Hambourg (demi-finale) : 5,5 / 6                                                       | Open de Lugano (3e-11e) : 6,5 / 9 (+5 –1 =3) (victoire de Kortchnoï devant Nunn)Londres (8e-9e) : 6,5 / 13 (+3 –3 =7) (victoire de Andersson et Karpov devant Seirawan)Bugojno (4e-5e) : 7,5 / 13 (+2 =11) (victoire de Kasparov devant Ljubojevic et Polougaïevski) Turin (5e) : 6 / 12 (victoire de Andersson et Karpov devant Ljubojevic et Portisch) Tournoi interzonal de Toluca (3e) : 8 / 13 (+4 –1 =8) (victoire de Torre et Portisch) |
| 1983  | Tournoi de Linares : 6,5 / 10 (+3 =7) (Hilversum) Match contre Timman : 3–3 (+1 –1 =4) | Gjovik (6e-7e) : 4,5 / 9 (+1 –1 =7) (victoire de Nunn, Adorjan et Browne devant Miles) Niksic (3e-4e) : 8 / 14 (+3 –1 =10) (victoire de Kasparov devant Larsen et Portisch) Tilburg (6e-8e) : 5,5 / 11 (+1 –1 =9) (victoire de Karpov devant Ljubojevic et Portisch)1983-1984 : Reggio Emilia (5e-7e) : 6 / 11 (+2 –1 =8) (victoire de Mokry)                                                                                                  |
| 1984  | Open de Londres (1er-5e) : 7 / 9 (ex æquo avec Chandler, Kudrin, Miles et Nunn)        | Bugojno (4e) : 7 / 13 (+2 –1 =10) (victoire de Timman devant Ribli et Torre)Open de Zurich (2e-7e après Nunn) : 5,5 / 8 (tournoi jubilé) (victoire Nunn devant Bellon, Gheorghiu, Kortchnoï, Seirawan et Sosonko) |
| 1985  | Open des États-Unis (Hollywood (Floride), 1er-3e) (ex æquo avec Seirawan et Benjamin)  | Reykjavik (2e-3e) : 7 / 11 (+3 =8) (victoire de Larsen devant Pétursson) Linares (5e) : 6 / 11 (+1 =10) (victoire de Ljubojevic devant Hübner, Portisch et Kortchnoï)Tournoi des candidats (Montpellier) (6e-7e) : 8 / 15 (+4 –3 =8) (victoire de A. Sokolov, Vaganian et Youssoupov devant Timman et Tal)Bruxelles (2e derrière Kortchnoï) : 10,5 / 13 (+8 =5)                                                                                |
| 1986  |                                                                                        | Open de Vienne (3e-9e) : 6 / 9 (+3 =6) (victoire de Kortchnoï et Beliavski)Londres (6e-8e) : 7 / 13 (+1 =12) (victoire de Flear devant Chandler, Short, Nunn et Ribli)Bugojno (4e-6e) : 7 / 14 (+1 –1 =12) (victoire de Karpov devant Ljubojevic et Sokolov)Somerset (2e-7e après Christiansen) : 9,5 / 12Solingen (5e-6e) : 6,5 / 11 (+3 –1 =7) (victoire de Hübner devant Lau et Short)                                                      |
| 1987  | (Fribourg) Match Spassky-Gobet : 4–0                                                   | 1986-1987 : Reggio Emilia (2e-5e après Ribli) : 6 / 11 (+1 =10) Cannes (3e-4e) : 5 / 9 (+1 =8) (victoire de Fedorowicz et Goulko devant Renet)Open de New York (3e-8e) : 7,5 / 9 (victoire de Adorjan et Seirawan) |
| 1988  | Wellington (1er-3e) : 7,5 / 10 (ex æquo avec Chandler et Goufeld)                      | Belfort (4e-6e) : 8 / 15 (+2 –1 =12) (tournoi de la coupe du monde GMA, victoire de Kasparov devant Karpov et Ehlvest) |
| 1989  | (Viña del Mar) Match contre Morovic : 3–3 (+0 –0 =6)                                   | (Venise) Match contre Hübner : 2–4 (+0 –2 =4) Bundesliga (2e) : 8,5 / 12Barcelone (8e-12e) : 7,5 / 16 (+1 –2 =13) (Coupe du monde GMA, victoire de Kasparov et Ljubojevic devant Salov) |
| 1990  |                                                                                        | Championnat de France (Angers) (4e) : 10,5 / 15 (+6 =9) (victoire de Santo-Roman) |
| 1991  |                                                                                        | Salamanque (2e derrière Vladimirov) : 9,5 / 15 (devant Kortchnoï) Championnat de France (Montpellier) (4e-5e) : 9,5 / 15 (victoire de Santo-Roman) |
| 1992  |                                                                                        | (Sveti Stefan et Belgrade) Match contre Fischer : 12,5–17,5 (+5 −10 =15) |
| 1993  |                                                                                        | (Budapest) Match contre Judit Polgar : 4,5 à 5,5 (+2 −3 =4) |

### Résultats après 1993

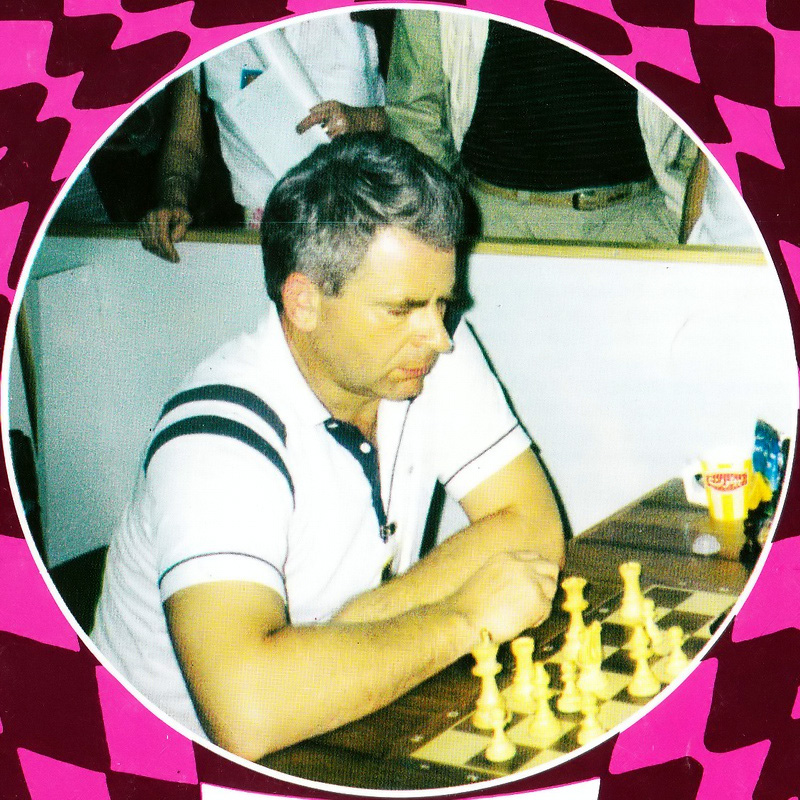
Photographie de Spassky parue dans le magazine polonais Szachista en 1991.

Matchs-tournois vétérans - femmes
(ces tournois portaient des noms de danses) :
- 1994 : tournoi La Palladienne (Monaco) : 6 / 12
- 1995 : tournoi Polka (Prague) : 5 / 10
- 1996 : tournoi Foxtrot (Londres) : 5,5 / 10
- 1997 : tournoi Høstdans (Copenhague) : 4,5 / 10
- 1998 : tournoi Cancan (Roquebrune) : 7,5 / 12
- 1999 : tournoi Flamenco (Marbella) : 5,5 / 10

1998
- (Cannes) Match Vétérans - Jeunes : 5 / 8
- Malmö (tournoi Sigeman & Co, 7e-8e) : 4 / 9 (+0 –1 =8)
- Hoogeveen (tournoi VAM, 3e) : 2,5 / 6

2001
(Zurich) Tournoi anniversaire de Kortchnoï (5e) : 4,5 / 9
2009
(Elista) Match des légendes contre Kortchnoï : 4 - 4

### Olympiades d'échecs

#### Avec l'équipe d'URSS
De 1962 à 1978, Spassky représenta l'URSS dans cette compétition. Avec son équipe il remporta la médaille d'or à six reprises et une fois l'argent en 1978.
- 1962 - Varna : 3e échiquier (+8 =6) - Médaille d'or
- 1964 - Tel Aviv : 2e remplaçant (+8 =5) - Médaille de bronze
- 1966 - La Havane : 2e échiquier (+5 =10) ; lors du match contre les États-Unis, Spassky remplaça Petrossian au premier échiquier et annula sa partie contre Fischer.
- 1968 - Lugano : 2e échiquier (+6 =8) - Médaille de bronze
- 1970 - Siegen : 1er échiquier (+7 =5) - Médaille d'or, Spassky remporta sa partie contre Fischer.
- 1974 - Nice : 3e échiquier (+7 =8) - Médaille d'or
- 1978 - Buenos Aires : 1er échiquier (+4 −1 =6)

#### Avec l'équipe de France
Après avoir obtenu la nationalité française, il joua pour la France au premier échiquier à trois reprises.
- 1984 - Thessalonique : +2 =12
- 1986 - Dubaï : +4 =10
- 1988 - Thessalonique : +3 −1 =9

### Autres compétitions internationales par équipes

#### Avec l'équipe d'URSS
Olympiades universitaires (1955-1962)
À partir de 1955, Spassky joua dans cinq éditions de cette épreuve. L'URSS ne laissa échapper la médaille d'or qu'en 1960 où elle prit celle d'argent.
- 1955 - Lyon : - Médaille d'or individuelle (2e échiquier) : 7,5 / 8 (+ 7 = 1) et par équipe
- 1957 - Reykjavik : - Médaille d'or individuelle (2e échiquier) : 7 / 9 (+ 5 = 4) et par équipe
- 1958 - Varna : 2e échiquier (+4 =5) - Médaille d'or par équipe

En 1959, Spassky n'était pas sélectionné dans l'équipe d'URSS qui termina deuxième derrière la Bulgarie.
- 1960 - Léningrad : 1er échiquier, 10 / 12 (+9 −1 =2) - Médaille d'argent par équipe ; Spassky perdit contre William Lombardy lors du match États-Unis - URSS et l'URSS termina deuxième derrière l'équipe américaine et Spassky deuxième derrière Lombardy.
- 1962 - Mariánské Lázně : Médaille d'or individuelle au 1er échiquier : 7,5 / 9 (+6 =3) - Médaille d'or par équipe

Championnats d'Europe par équipes
Spassky n'y défendit que deux fois les couleurs de l'URSS qui remporta la première place.
- 1957 - Vienne - Médaille d'or individuelle au 5e échiquier : 3,5 / 5 (+2 =3)
- 1973 - Bath - Médaille d'or individuelle au 1er échiquier : 5 / 7 (+3 =4)

Match URSS contre le Reste du monde (1970)
En 1970 à Belgrade, Spassky rencontra Bent Larsen au premier échiquier. Leur match individuel se solda par une égalité (+1 −1 =1) et Spassky laissa sa place à Leonid Stein pour la quatrième partie.

#### Avec l'équipe de France: championnat du monde par équipes
Spassky ne participa qu'une fois au championnat du monde par équipes : en 1985, à Lucerne, au premier échiquier (+3 −1 =5), sous les couleurs de la France qui termina quatrième.

#### Avec Solingen-1868: coupe d'Europe des clubs
De 1980 à 1991, Boris Spassky joua pour le club Solingen–1868. L'équipe de Solingen comprenait des joueurs étrangers comme l'Anglais Short, l'Américain Kavalek, le Brésilien Sunye Neto et le Finlandais Westerinen. Grâce à cette « légion étrangère », Solingen–1868 domina le championnat de RFA par équipes (la Bundesliga) et remporta quelques succès dans les matchs de coupe d'Europe, dont la victoire en finale contre le CSKA Moscou en 1990.

## Style de jeu
Boris Spassky est considéré comme un joueur au style universel. Aussi bon attaquant que solide défenseur, il était à l'aise dans tous les stades de la partie.
Avec Bent Larsen et David Bronstein, il était le seul joueur à oser se risquer avec succès — et dans des compétitions très relevées — dans des ouvertures aussi délicates à traiter que le gambit du roi. Avec celle-ci, il battit entre autres Bronstein, Bobby Fischer, Ratmir Kholmov, Anatoli Karpov et Yasser Seirawan.
Il osa aussi jouer la douteuse défense polonaise contre Tigran Petrossian durant la vingt-deuxième partie de leur match du championnat du monde de 1966. Mais ses originalités finissaient parfois mal (il abandonna d’ailleurs au cours de cette dernière partie), et ce n'est qu'avec l'autorité de son second entraîneur Igor Bondarevski que Spassky se disciplina pour revenir à des lignes de jeu plus solides et classiques.

## Quelques parties remarquables

### Spassky - Timman, match d'entraînement, Amsterdam, 1977
Boris Spassky - Jan Timman, match d'entraînement, 3e partie, Amsterdam, 1977 :

1.d4 Cf6 2.c4 g6 3.Cc3 d5 4.cxd5 Cxd5 5.e4 Cxc3 6.bxc3 Fg7 7.Fc4 O-O 8.Ce2 b6 9.h4 Cc6 10.Fd5 Dd7 11.h5 Fa6 12.hxg6 hxg6 13.Cf4 e6 14.Dg4 Tfd8 15.Fxe6 fxe6 16.Dxg6 Fc4 17.Dh7+ Rf7 18.Ch5 Tg8 19.Th3 Taf8 20.Cxg7 Th8 (ou Txg7 21.Tf3 Re8 22.Txf8 Rxf8 23.Fh6) 21.Tf3+ Re7 22.Fa3+ Cb4 23.Fxb4+ c5 24.dxc5 Txh7 25.cxb6+ 1-0

### Spassky - Petrossian, Moscou 1969
|   | a | b | c | d | e | f | g | h |   |
| 8 | Tour noire sur case blanche a8 · Fou noir sur case blanche c8 · Tour noire sur case blanche e8 · Fou noir sur case noire f8 · Roi noir sur case blanche g8 · Pion noir sur case blanche b7 · Pion noir sur case blanche f7 · Pion noir sur case noire g7 · Pion noir sur case blanche a6 · Pion noir sur case noire d6 · Pion noir sur case blanche e6 · Cavalier noir sur case noire f6 · Pion noir sur case noire h6 · Dame noire sur case noire a5 · Cavalier blanc sur case noire d4 · Pion blanc sur case blanche e4 · Pion blanc sur case noire f4 · Pion blanc sur case blanche g4 · Fou blanc sur case blanche b3 · Cavalier blanc sur case noire c3 · Pion blanc sur case blanche a2 · Pion blanc sur case noire b2 · Pion blanc sur case blanche c2 · Dame blanche sur case noire d2 · Pion blanc sur case noire h2 · Roi blanc sur case blanche b1 · Tour blanche sur case blanche d1 · Tour blanche sur case noire e1 | Tour noire sur case blanche a8 · Fou noir sur case blanche c8 · Tour noire sur case blanche e8 · Fou noir sur case noire f8 · Roi noir sur case blanche g8 · Pion noir sur case blanche b7 · Pion noir sur case blanche f7 · Pion noir sur case noire g7 · Pion noir sur case blanche a6 · Pion noir sur case noire d6 · Pion noir sur case blanche e6 · Cavalier noir sur case noire f6 · Pion noir sur case noire h6 · Dame noire sur case noire a5 · Cavalier blanc sur case noire d4 · Pion blanc sur case blanche e4 · Pion blanc sur case noire f4 · Pion blanc sur case blanche g4 · Fou blanc sur case blanche b3 · Cavalier blanc sur case noire c3 · Pion blanc sur case blanche a2 · Pion blanc sur case noire b2 · Pion blanc sur case blanche c2 · Dame blanche sur case noire d2 · Pion blanc sur case noire h2 · Roi blanc sur case blanche b1 · Tour blanche sur case blanche d1 · Tour blanche sur case noire e1 | Tour noire sur case blanche a8 · Fou noir sur case blanche c8 · Tour noire sur case blanche e8 · Fou noir sur case noire f8 · Roi noir sur case blanche g8 · Pion noir sur case blanche b7 · Pion noir sur case blanche f7 · Pion noir sur case noire g7 · Pion noir sur case blanche a6 · Pion noir sur case noire d6 · Pion noir sur case blanche e6 · Cavalier noir sur case noire f6 · Pion noir sur case noire h6 · Dame noire sur case noire a5 · Cavalier blanc sur case noire d4 · Pion blanc sur case blanche e4 · Pion blanc sur case noire f4 · Pion blanc sur case blanche g4 · Fou blanc sur case blanche b3 · Cavalier blanc sur case noire c3 · Pion blanc sur case blanche a2 · Pion blanc sur case noire b2 · Pion blanc sur case blanche c2 · Dame blanche sur case noire d2 · Pion blanc sur case noire h2 · Roi blanc sur case blanche b1 · Tour blanche sur case blanche d1 · Tour blanche sur case noire e1 | Tour noire sur case blanche a8 · Fou noir sur case blanche c8 · Tour noire sur case blanche e8 · Fou noir sur case noire f8 · Roi noir sur case blanche g8 · Pion noir sur case blanche b7 · Pion noir sur case blanche f7 · Pion noir sur case noire g7 · Pion noir sur case blanche a6 · Pion noir sur case noire d6 · Pion noir sur case blanche e6 · Cavalier noir sur case noire f6 · Pion noir sur case noire h6 · Dame noire sur case noire a5 · Cavalier blanc sur case noire d4 · Pion blanc sur case blanche e4 · Pion blanc sur case noire f4 · Pion blanc sur case blanche g4 · Fou blanc sur case blanche b3 · Cavalier blanc sur case noire c3 · Pion blanc sur case blanche a2 · Pion blanc sur case noire b2 · Pion blanc sur case blanche c2 · Dame blanche sur case noire d2 · Pion blanc sur case noire h2 · Roi blanc sur case blanche b1 · Tour blanche sur case blanche d1 · Tour blanche sur case noire e1 | Tour noire sur case blanche a8 · Fou noir sur case blanche c8 · Tour noire sur case blanche e8 · Fou noir sur case noire f8 · Roi noir sur case blanche g8 · Pion noir sur case blanche b7 · Pion noir sur case blanche f7 · Pion noir sur case noire g7 · Pion noir sur case blanche a6 · Pion noir sur case noire d6 · Pion noir sur case blanche e6 · Cavalier noir sur case noire f6 · Pion noir sur case noire h6 · Dame noire sur case noire a5 · Cavalier blanc sur case noire d4 · Pion blanc sur case blanche e4 · Pion blanc sur case noire f4 · Pion blanc sur case blanche g4 · Fou blanc sur case blanche b3 · Cavalier blanc sur case noire c3 · Pion blanc sur case blanche a2 · Pion blanc sur case noire b2 · Pion blanc sur case blanche c2 · Dame blanche sur case noire d2 · Pion blanc sur case noire h2 · Roi blanc sur case blanche b1 · Tour blanche sur case blanche d1 · Tour blanche sur case noire e1 | Tour noire sur case blanche a8 · Fou noir sur case blanche c8 · Tour noire sur case blanche e8 · Fou noir sur case noire f8 · Roi noir sur case blanche g8 · Pion noir sur case blanche b7 · Pion noir sur case blanche f7 · Pion noir sur case noire g7 · Pion noir sur case blanche a6 · Pion noir sur case noire d6 · Pion noir sur case blanche e6 · Cavalier noir sur case noire f6 · Pion noir sur case noire h6 · Dame noire sur case noire a5 · Cavalier blanc sur case noire d4 · Pion blanc sur case blanche e4 · Pion blanc sur case noire f4 · Pion blanc sur case blanche g4 · Fou blanc sur case blanche b3 · Cavalier blanc sur case noire c3 · Pion blanc sur case blanche a2 · Pion blanc sur case noire b2 · Pion blanc sur case blanche c2 · Dame blanche sur case noire d2 · Pion blanc sur case noire h2 · Roi blanc sur case blanche b1 · Tour blanche sur case blanche d1 · Tour blanche sur case noire e1 | Tour noire sur case blanche a8 · Fou noir sur case blanche c8 · Tour noire sur case blanche e8 · Fou noir sur case noire f8 · Roi noir sur case blanche g8 · Pion noir sur case blanche b7 · Pion noir sur case blanche f7 · Pion noir sur case noire g7 · Pion noir sur case blanche a6 · Pion noir sur case noire d6 · Pion noir sur case blanche e6 · Cavalier noir sur case noire f6 · Pion noir sur case noire h6 · Dame noire sur case noire a5 · Cavalier blanc sur case noire d4 · Pion blanc sur case blanche e4 · Pion blanc sur case noire f4 · Pion blanc sur case blanche g4 · Fou blanc sur case blanche b3 · Cavalier blanc sur case noire c3 · Pion blanc sur case blanche a2 · Pion blanc sur case noire b2 · Pion blanc sur case blanche c2 · Dame blanche sur case noire d2 · Pion blanc sur case noire h2 · Roi blanc sur case blanche b1 · Tour blanche sur case blanche d1 · Tour blanche sur case noire e1 | Tour noire sur case blanche a8 · Fou noir sur case blanche c8 · Tour noire sur case blanche e8 · Fou noir sur case noire f8 · Roi noir sur case blanche g8 · Pion noir sur case blanche b7 · Pion noir sur case blanche f7 · Pion noir sur case noire g7 · Pion noir sur case blanche a6 · Pion noir sur case noire d6 · Pion noir sur case blanche e6 · Cavalier noir sur case noire f6 · Pion noir sur case noire h6 · Dame noire sur case noire a5 · Cavalier blanc sur case noire d4 · Pion blanc sur case blanche e4 · Pion blanc sur case noire f4 · Pion blanc sur case blanche g4 · Fou blanc sur case blanche b3 · Cavalier blanc sur case noire c3 · Pion blanc sur case blanche a2 · Pion blanc sur case noire b2 · Pion blanc sur case blanche c2 · Dame blanche sur case noire d2 · Pion blanc sur case noire h2 · Roi blanc sur case blanche b1 · Tour blanche sur case blanche d1 · Tour blanche sur case noire e1 | 8 |
| 7 | Tour noire sur case blanche a8 · Fou noir sur case blanche c8 · Tour noire sur case blanche e8 · Fou noir sur case noire f8 · Roi noir sur case blanche g8 · Pion noir sur case blanche b7 · Pion noir sur case blanche f7 · Pion noir sur case noire g7 · Pion noir sur case blanche a6 · Pion noir sur case noire d6 · Pion noir sur case blanche e6 · Cavalier noir sur case noire f6 · Pion noir sur case noire h6 · Dame noire sur case noire a5 · Cavalier blanc sur case noire d4 · Pion blanc sur case blanche e4 · Pion blanc sur case noire f4 · Pion blanc sur case blanche g4 · Fou blanc sur case blanche b3 · Cavalier blanc sur case noire c3 · Pion blanc sur case blanche a2 · Pion blanc sur case noire b2 · Pion blanc sur case blanche c2 · Dame blanche sur case noire d2 · Pion blanc sur case noire h2 · Roi blanc sur case blanche b1 · Tour blanche sur case blanche d1 · Tour blanche sur case noire e1 | Tour noire sur case blanche a8 · Fou noir sur case blanche c8 · Tour noire sur case blanche e8 · Fou noir sur case noire f8 · Roi noir sur case blanche g8 · Pion noir sur case blanche b7 · Pion noir sur case blanche f7 · Pion noir sur case noire g7 · Pion noir sur case blanche a6 · Pion noir sur case noire d6 · Pion noir sur case blanche e6 · Cavalier noir sur case noire f6 · Pion noir sur case noire h6 · Dame noire sur case noire a5 · Cavalier blanc sur case noire d4 · Pion blanc sur case blanche e4 · Pion blanc sur case noire f4 · Pion blanc sur case blanche g4 · Fou blanc sur case blanche b3 · Cavalier blanc sur case noire c3 · Pion blanc sur case blanche a2 · Pion blanc sur case noire b2 · Pion blanc sur case blanche c2 · Dame blanche sur case noire d2 · Pion blanc sur case noire h2 · Roi blanc sur case blanche b1 · Tour blanche sur case blanche d1 · Tour blanche sur case noire e1 | Tour noire sur case blanche a8 · Fou noir sur case blanche c8 · Tour noire sur case blanche e8 · Fou noir sur case noire f8 · Roi noir sur case blanche g8 · Pion noir sur case blanche b7 · Pion noir sur case blanche f7 · Pion noir sur case noire g7 · Pion noir sur case blanche a6 · Pion noir sur case noire d6 · Pion noir sur case blanche e6 · Cavalier noir sur case noire f6 · Pion noir sur case noire h6 · Dame noire sur case noire a5 · Cavalier blanc sur case noire d4 · Pion blanc sur case blanche e4 · Pion blanc sur case noire f4 · Pion blanc sur case blanche g4 · Fou blanc sur case blanche b3 · Cavalier blanc sur case noire c3 · Pion blanc sur case blanche a2 · Pion blanc sur case noire b2 · Pion blanc sur case blanche c2 · Dame blanche sur case noire d2 · Pion blanc sur case noire h2 · Roi blanc sur case blanche b1 · Tour blanche sur case blanche d1 · Tour blanche sur case noire e1 | Tour noire sur case blanche a8 · Fou noir sur case blanche c8 · Tour noire sur case blanche e8 · Fou noir sur case noire f8 · Roi noir sur case blanche g8 · Pion noir sur case blanche b7 · Pion noir sur case blanche f7 · Pion noir sur case noire g7 · Pion noir sur case blanche a6 · Pion noir sur case noire d6 · Pion noir sur case blanche e6 · Cavalier noir sur case noire f6 · Pion noir sur case noire h6 · Dame noire sur case noire a5 · Cavalier blanc sur case noire d4 · Pion blanc sur case blanche e4 · Pion blanc sur case noire f4 · Pion blanc sur case blanche g4 · Fou blanc sur case blanche b3 · Cavalier blanc sur case noire c3 · Pion blanc sur case blanche a2 · Pion blanc sur case noire b2 · Pion blanc sur case blanche c2 · Dame blanche sur case noire d2 · Pion blanc sur case noire h2 · Roi blanc sur case blanche b1 · Tour blanche sur case blanche d1 · Tour blanche sur case noire e1 | Tour noire sur case blanche a8 · Fou noir sur case blanche c8 · Tour noire sur case blanche e8 · Fou noir sur case noire f8 · Roi noir sur case blanche g8 · Pion noir sur case blanche b7 · Pion noir sur case blanche f7 · Pion noir sur case noire g7 · Pion noir sur case blanche a6 · Pion noir sur case noire d6 · Pion noir sur case blanche e6 · Cavalier noir sur case noire f6 · Pion noir sur case noire h6 · Dame noire sur case noire a5 · Cavalier blanc sur case noire d4 · Pion blanc sur case blanche e4 · Pion blanc sur case noire f4 · Pion blanc sur case blanche g4 · Fou blanc sur case blanche b3 · Cavalier blanc sur case noire c3 · Pion blanc sur case blanche a2 · Pion blanc sur case noire b2 · Pion blanc sur case blanche c2 · Dame blanche sur case noire d2 · Pion blanc sur case noire h2 · Roi blanc sur case blanche b1 · Tour blanche sur case blanche d1 · Tour blanche sur case noire e1 | Tour noire sur case blanche a8 · Fou noir sur case blanche c8 · Tour noire sur case blanche e8 · Fou noir sur case noire f8 · Roi noir sur case blanche g8 · Pion noir sur case blanche b7 · Pion noir sur case blanche f7 · Pion noir sur case noire g7 · Pion noir sur case blanche a6 · Pion noir sur case noire d6 · Pion noir sur case blanche e6 · Cavalier noir sur case noire f6 · Pion noir sur case noire h6 · Dame noire sur case noire a5 · Cavalier blanc sur case noire d4 · Pion blanc sur case blanche e4 · Pion blanc sur case noire f4 · Pion blanc sur case blanche g4 · Fou blanc sur case blanche b3 · Cavalier blanc sur case noire c3 · Pion blanc sur case blanche a2 · Pion blanc sur case noire b2 · Pion blanc sur case blanche c2 · Dame blanche sur case noire d2 · Pion blanc sur case noire h2 · Roi blanc sur case blanche b1 · Tour blanche sur case blanche d1 · Tour blanche sur case noire e1 | Tour noire sur case blanche a8 · Fou noir sur case blanche c8 · Tour noire sur case blanche e8 · Fou noir sur case noire f8 · Roi noir sur case blanche g8 · Pion noir sur case blanche b7 · Pion noir sur case blanche f7 · Pion noir sur case noire g7 · Pion noir sur case blanche a6 · Pion noir sur case noire d6 · Pion noir sur case blanche e6 · Cavalier noir sur case noire f6 · Pion noir sur case noire h6 · Dame noire sur case noire a5 · Cavalier blanc sur case noire d4 · Pion blanc sur case blanche e4 · Pion blanc sur case noire f4 · Pion blanc sur case blanche g4 · Fou blanc sur case blanche b3 · Cavalier blanc sur case noire c3 · Pion blanc sur case blanche a2 · Pion blanc sur case noire b2 · Pion blanc sur case blanche c2 · Dame blanche sur case noire d2 · Pion blanc sur case noire h2 · Roi blanc sur case blanche b1 · Tour blanche sur case blanche d1 · Tour blanche sur case noire e1 | Tour noire sur case blanche a8 · Fou noir sur case blanche c8 · Tour noire sur case blanche e8 · Fou noir sur case noire f8 · Roi noir sur case blanche g8 · Pion noir sur case blanche b7 · Pion noir sur case blanche f7 · Pion noir sur case noire g7 · Pion noir sur case blanche a6 · Pion noir sur case noire d6 · Pion noir sur case blanche e6 · Cavalier noir sur case noire f6 · Pion noir sur case noire h6 · Dame noire sur case noire a5 · Cavalier blanc sur case noire d4 · Pion blanc sur case blanche e4 · Pion blanc sur case noire f4 · Pion blanc sur case blanche g4 · Fou blanc sur case blanche b3 · Cavalier blanc sur case noire c3 · Pion blanc sur case blanche a2 · Pion blanc sur case noire b2 · Pion blanc sur case blanche c2 · Dame blanche sur case noire d2 · Pion blanc sur case noire h2 · Roi blanc sur case blanche b1 · Tour blanche sur case blanche d1 · Tour blanche sur case noire e1 | 7 |
| 6 | Tour noire sur case blanche a8 · Fou noir sur case blanche c8 · Tour noire sur case blanche e8 · Fou noir sur case noire f8 · Roi noir sur case blanche g8 · Pion noir sur case blanche b7 · Pion noir sur case blanche f7 · Pion noir sur case noire g7 · Pion noir sur case blanche a6 · Pion noir sur case noire d6 · Pion noir sur case blanche e6 · Cavalier noir sur case noire f6 · Pion noir sur case noire h6 · Dame noire sur case noire a5 · Cavalier blanc sur case noire d4 · Pion blanc sur case blanche e4 · Pion blanc sur case noire f4 · Pion blanc sur case blanche g4 · Fou blanc sur case blanche b3 · Cavalier blanc sur case noire c3 · Pion blanc sur case blanche a2 · Pion blanc sur case noire b2 · Pion blanc sur case blanche c2 · Dame blanche sur case noire d2 · Pion blanc sur case noire h2 · Roi blanc sur case blanche b1 · Tour blanche sur case blanche d1 · Tour blanche sur case noire e1 | Tour noire sur case blanche a8 · Fou noir sur case blanche c8 · Tour noire sur case blanche e8 · Fou noir sur case noire f8 · Roi noir sur case blanche g8 · Pion noir sur case blanche b7 · Pion noir sur case blanche f7 · Pion noir sur case noire g7 · Pion noir sur case blanche a6 · Pion noir sur case noire d6 · Pion noir sur case blanche e6 · Cavalier noir sur case noire f6 · Pion noir sur case noire h6 · Dame noire sur case noire a5 · Cavalier blanc sur case noire d4 · Pion blanc sur case blanche e4 · Pion blanc sur case noire f4 · Pion blanc sur case blanche g4 · Fou blanc sur case blanche b3 · Cavalier blanc sur case noire c3 · Pion blanc sur case blanche a2 · Pion blanc sur case noire b2 · Pion blanc sur case blanche c2 · Dame blanche sur case noire d2 · Pion blanc sur case noire h2 · Roi blanc sur case blanche b1 · Tour blanche sur case blanche d1 · Tour blanche sur case noire e1 | Tour noire sur case blanche a8 · Fou noir sur case blanche c8 · Tour noire sur case blanche e8 · Fou noir sur case noire f8 · Roi noir sur case blanche g8 · Pion noir sur case blanche b7 · Pion noir sur case blanche f7 · Pion noir sur case noire g7 · Pion noir sur case blanche a6 · Pion noir sur case noire d6 · Pion noir sur case blanche e6 · Cavalier noir sur case noire f6 · Pion noir sur case noire h6 · Dame noire sur case noire a5 · Cavalier blanc sur case noire d4 · Pion blanc sur case blanche e4 · Pion blanc sur case noire f4 · Pion blanc sur case blanche g4 · Fou blanc sur case blanche b3 · Cavalier blanc sur case noire c3 · Pion blanc sur case blanche a2 · Pion blanc sur case noire b2 · Pion blanc sur case blanche c2 · Dame blanche sur case noire d2 · Pion blanc sur case noire h2 · Roi blanc sur case blanche b1 · Tour blanche sur case blanche d1 · Tour blanche sur case noire e1 | Tour noire sur case blanche a8 · Fou noir sur case blanche c8 · Tour noire sur case blanche e8 · Fou noir sur case noire f8 · Roi noir sur case blanche g8 · Pion noir sur case blanche b7 · Pion noir sur case blanche f7 · Pion noir sur case noire g7 · Pion noir sur case blanche a6 · Pion noir sur case noire d6 · Pion noir sur case blanche e6 · Cavalier noir sur case noire f6 · Pion noir sur case noire h6 · Dame noire sur case noire a5 · Cavalier blanc sur case noire d4 · Pion blanc sur case blanche e4 · Pion blanc sur case noire f4 · Pion blanc sur case blanche g4 · Fou blanc sur case blanche b3 · Cavalier blanc sur case noire c3 · Pion blanc sur case blanche a2 · Pion blanc sur case noire b2 · Pion blanc sur case blanche c2 · Dame blanche sur case noire d2 · Pion blanc sur case noire h2 · Roi blanc sur case blanche b1 · Tour blanche sur case blanche d1 · Tour blanche sur case noire e1 | Tour noire sur case blanche a8 · Fou noir sur case blanche c8 · Tour noire sur case blanche e8 · Fou noir sur case noire f8 · Roi noir sur case blanche g8 · Pion noir sur case blanche b7 · Pion noir sur case blanche f7 · Pion noir sur case noire g7 · Pion noir sur case blanche a6 · Pion noir sur case noire d6 · Pion noir sur case blanche e6 · Cavalier noir sur case noire f6 · Pion noir sur case noire h6 · Dame noire sur case noire a5 · Cavalier blanc sur case noire d4 · Pion blanc sur case blanche e4 · Pion blanc sur case noire f4 · Pion blanc sur case blanche g4 · Fou blanc sur case blanche b3 · Cavalier blanc sur case noire c3 · Pion blanc sur case blanche a2 · Pion blanc sur case noire b2 · Pion blanc sur case blanche c2 · Dame blanche sur case noire d2 · Pion blanc sur case noire h2 · Roi blanc sur case blanche b1 · Tour blanche sur case blanche d1 · Tour blanche sur case noire e1 | Tour noire sur case blanche a8 · Fou noir sur case blanche c8 · Tour noire sur case blanche e8 · Fou noir sur case noire f8 · Roi noir sur case blanche g8 · Pion noir sur case blanche b7 · Pion noir sur case blanche f7 · Pion noir sur case noire g7 · Pion noir sur case blanche a6 · Pion noir sur case noire d6 · Pion noir sur case blanche e6 · Cavalier noir sur case noire f6 · Pion noir sur case noire h6 · Dame noire sur case noire a5 · Cavalier blanc sur case noire d4 · Pion blanc sur case blanche e4 · Pion blanc sur case noire f4 · Pion blanc sur case blanche g4 · Fou blanc sur case blanche b3 · Cavalier blanc sur case noire c3 · Pion blanc sur case blanche a2 · Pion blanc sur case noire b2 · Pion blanc sur case blanche c2 · Dame blanche sur case noire d2 · Pion blanc sur case noire h2 · Roi blanc sur case blanche b1 · Tour blanche sur case blanche d1 · Tour blanche sur case noire e1 | Tour noire sur case blanche a8 · Fou noir sur case blanche c8 · Tour noire sur case blanche e8 · Fou noir sur case noire f8 · Roi noir sur case blanche g8 · Pion noir sur case blanche b7 · Pion noir sur case blanche f7 · Pion noir sur case noire g7 · Pion noir sur case blanche a6 · Pion noir sur case noire d6 · Pion noir sur case blanche e6 · Cavalier noir sur case noire f6 · Pion noir sur case noire h6 · Dame noire sur case noire a5 · Cavalier blanc sur case noire d4 · Pion blanc sur case blanche e4 · Pion blanc sur case noire f4 · Pion blanc sur case blanche g4 · Fou blanc sur case blanche b3 · Cavalier blanc sur case noire c3 · Pion blanc sur case blanche a2 · Pion blanc sur case noire b2 · Pion blanc sur case blanche c2 · Dame blanche sur case noire d2 · Pion blanc sur case noire h2 · Roi blanc sur case blanche b1 · Tour blanche sur case blanche d1 · Tour blanche sur case noire e1 | Tour noire sur case blanche a8 · Fou noir sur case blanche c8 · Tour noire sur case blanche e8 · Fou noir sur case noire f8 · Roi noir sur case blanche g8 · Pion noir sur case blanche b7 · Pion noir sur case blanche f7 · Pion noir sur case noire g7 · Pion noir sur case blanche a6 · Pion noir sur case noire d6 · Pion noir sur case blanche e6 · Cavalier noir sur case noire f6 · Pion noir sur case noire h6 · Dame noire sur case noire a5 · Cavalier blanc sur case noire d4 · Pion blanc sur case blanche e4 · Pion blanc sur case noire f4 · Pion blanc sur case blanche g4 · Fou blanc sur case blanche b3 · Cavalier blanc sur case noire c3 · Pion blanc sur case blanche a2 · Pion blanc sur case noire b2 · Pion blanc sur case blanche c2 · Dame blanche sur case noire d2 · Pion blanc sur case noire h2 · Roi blanc sur case blanche b1 · Tour blanche sur case blanche d1 · Tour blanche sur case noire e1 | 6 |
| 5 | Tour noire sur case blanche a8 · Fou noir sur case blanche c8 · Tour noire sur case blanche e8 · Fou noir sur case noire f8 · Roi noir sur case blanche g8 · Pion noir sur case blanche b7 · Pion noir sur case blanche f7 · Pion noir sur case noire g7 · Pion noir sur case blanche a6 · Pion noir sur case noire d6 · Pion noir sur case blanche e6 · Cavalier noir sur case noire f6 · Pion noir sur case noire h6 · Dame noire sur case noire a5 · Cavalier blanc sur case noire d4 · Pion blanc sur case blanche e4 · Pion blanc sur case noire f4 · Pion blanc sur case blanche g4 · Fou blanc sur case blanche b3 · Cavalier blanc sur case noire c3 · Pion blanc sur case blanche a2 · Pion blanc sur case noire b2 · Pion blanc sur case blanche c2 · Dame blanche sur case noire d2 · Pion blanc sur case noire h2 · Roi blanc sur case blanche b1 · Tour blanche sur case blanche d1 · Tour blanche sur case noire e1 | Tour noire sur case blanche a8 · Fou noir sur case blanche c8 · Tour noire sur case blanche e8 · Fou noir sur case noire f8 · Roi noir sur case blanche g8 · Pion noir sur case blanche b7 · Pion noir sur case blanche f7 · Pion noir sur case noire g7 · Pion noir sur case blanche a6 · Pion noir sur case noire d6 · Pion noir sur case blanche e6 · Cavalier noir sur case noire f6 · Pion noir sur case noire h6 · Dame noire sur case noire a5 · Cavalier blanc sur case noire d4 · Pion blanc sur case blanche e4 · Pion blanc sur case noire f4 · Pion blanc sur case blanche g4 · Fou blanc sur case blanche b3 · Cavalier blanc sur case noire c3 · Pion blanc sur case blanche a2 · Pion blanc sur case noire b2 · Pion blanc sur case blanche c2 · Dame blanche sur case noire d2 · Pion blanc sur case noire h2 · Roi blanc sur case blanche b1 · Tour blanche sur case blanche d1 · Tour blanche sur case noire e1 | Tour noire sur case blanche a8 · Fou noir sur case blanche c8 · Tour noire sur case blanche e8 · Fou noir sur case noire f8 · Roi noir sur case blanche g8 · Pion noir sur case blanche b7 · Pion noir sur case blanche f7 · Pion noir sur case noire g7 · Pion noir sur case blanche a6 · Pion noir sur case noire d6 · Pion noir sur case blanche e6 · Cavalier noir sur case noire f6 · Pion noir sur case noire h6 · Dame noire sur case noire a5 · Cavalier blanc sur case noire d4 · Pion blanc sur case blanche e4 · Pion blanc sur case noire f4 · Pion blanc sur case blanche g4 · Fou blanc sur case blanche b3 · Cavalier blanc sur case noire c3 · Pion blanc sur case blanche a2 · Pion blanc sur case noire b2 · Pion blanc sur case blanche c2 · Dame blanche sur case noire d2 · Pion blanc sur case noire h2 · Roi blanc sur case blanche b1 · Tour blanche sur case blanche d1 · Tour blanche sur case noire e1 | Tour noire sur case blanche a8 · Fou noir sur case blanche c8 · Tour noire sur case blanche e8 · Fou noir sur case noire f8 · Roi noir sur case blanche g8 · Pion noir sur case blanche b7 · Pion noir sur case blanche f7 · Pion noir sur case noire g7 · Pion noir sur case blanche a6 · Pion noir sur case noire d6 · Pion noir sur case blanche e6 · Cavalier noir sur case noire f6 · Pion noir sur case noire h6 · Dame noire sur case noire a5 · Cavalier blanc sur case noire d4 · Pion blanc sur case blanche e4 · Pion blanc sur case noire f4 · Pion blanc sur case blanche g4 · Fou blanc sur case blanche b3 · Cavalier blanc sur case noire c3 · Pion blanc sur case blanche a2 · Pion blanc sur case noire b2 · Pion blanc sur case blanche c2 · Dame blanche sur case noire d2 · Pion blanc sur case noire h2 · Roi blanc sur case blanche b1 · Tour blanche sur case blanche d1 · Tour blanche sur case noire e1 | Tour noire sur case blanche a8 · Fou noir sur case blanche c8 · Tour noire sur case blanche e8 · Fou noir sur case noire f8 · Roi noir sur case blanche g8 · Pion noir sur case blanche b7 · Pion noir sur case blanche f7 · Pion noir sur case noire g7 · Pion noir sur case blanche a6 · Pion noir sur case noire d6 · Pion noir sur case blanche e6 · Cavalier noir sur case noire f6 · Pion noir sur case noire h6 · Dame noire sur case noire a5 · Cavalier blanc sur case noire d4 · Pion blanc sur case blanche e4 · Pion blanc sur case noire f4 · Pion blanc sur case blanche g4 · Fou blanc sur case blanche b3 · Cavalier blanc sur case noire c3 · Pion blanc sur case blanche a2 · Pion blanc sur case noire b2 · Pion blanc sur case blanche c2 · Dame blanche sur case noire d2 · Pion blanc sur case noire h2 · Roi blanc sur case blanche b1 · Tour blanche sur case blanche d1 · Tour blanche sur case noire e1 | Tour noire sur case blanche a8 · Fou noir sur case blanche c8 · Tour noire sur case blanche e8 · Fou noir sur case noire f8 · Roi noir sur case blanche g8 · Pion noir sur case blanche b7 · Pion noir sur case blanche f7 · Pion noir sur case noire g7 · Pion noir sur case blanche a6 · Pion noir sur case noire d6 · Pion noir sur case blanche e6 · Cavalier noir sur case noire f6 · Pion noir sur case noire h6 · Dame noire sur case noire a5 · Cavalier blanc sur case noire d4 · Pion blanc sur case blanche e4 · Pion blanc sur case noire f4 · Pion blanc sur case blanche g4 · Fou blanc sur case blanche b3 · Cavalier blanc sur case noire c3 · Pion blanc sur case blanche a2 · Pion blanc sur case noire b2 · Pion blanc sur case blanche c2 · Dame blanche sur case noire d2 · Pion blanc sur case noire h2 · Roi blanc sur case blanche b1 · Tour blanche sur case blanche d1 · Tour blanche sur case noire e1 | Tour noire sur case blanche a8 · Fou noir sur case blanche c8 · Tour noire sur case blanche e8 · Fou noir sur case noire f8 · Roi noir sur case blanche g8 · Pion noir sur case blanche b7 · Pion noir sur case blanche f7 · Pion noir sur case noire g7 · Pion noir sur case blanche a6 · Pion noir sur case noire d6 · Pion noir sur case blanche e6 · Cavalier noir sur case noire f6 · Pion noir sur case noire h6 · Dame noire sur case noire a5 · Cavalier blanc sur case noire d4 · Pion blanc sur case blanche e4 · Pion blanc sur case noire f4 · Pion blanc sur case blanche g4 · Fou blanc sur case blanche b3 · Cavalier blanc sur case noire c3 · Pion blanc sur case blanche a2 · Pion blanc sur case noire b2 · Pion blanc sur case blanche c2 · Dame blanche sur case noire d2 · Pion blanc sur case noire h2 · Roi blanc sur case blanche b1 · Tour blanche sur case blanche d1 · Tour blanche sur case noire e1 | Tour noire sur case blanche a8 · Fou noir sur case blanche c8 · Tour noire sur case blanche e8 · Fou noir sur case noire f8 · Roi noir sur case blanche g8 · Pion noir sur case blanche b7 · Pion noir sur case blanche f7 · Pion noir sur case noire g7 · Pion noir sur case blanche a6 · Pion noir sur case noire d6 · Pion noir sur case blanche e6 · Cavalier noir sur case noire f6 · Pion noir sur case noire h6 · Dame noire sur case noire a5 · Cavalier blanc sur case noire d4 · Pion blanc sur case blanche e4 · Pion blanc sur case noire f4 · Pion blanc sur case blanche g4 · Fou blanc sur case blanche b3 · Cavalier blanc sur case noire c3 · Pion blanc sur case blanche a2 · Pion blanc sur case noire b2 · Pion blanc sur case blanche c2 · Dame blanche sur case noire d2 · Pion blanc sur case noire h2 · Roi blanc sur case blanche b1 · Tour blanche sur case blanche d1 · Tour blanche sur case noire e1 | 5 |
| 4 | Tour noire sur case blanche a8 · Fou noir sur case blanche c8 · Tour noire sur case blanche e8 · Fou noir sur case noire f8 · Roi noir sur case blanche g8 · Pion noir sur case blanche b7 · Pion noir sur case blanche f7 · Pion noir sur case noire g7 · Pion noir sur case blanche a6 · Pion noir sur case noire d6 · Pion noir sur case blanche e6 · Cavalier noir sur case noire f6 · Pion noir sur case noire h6 · Dame noire sur case noire a5 · Cavalier blanc sur case noire d4 · Pion blanc sur case blanche e4 · Pion blanc sur case noire f4 · Pion blanc sur case blanche g4 · Fou blanc sur case blanche b3 · Cavalier blanc sur case noire c3 · Pion blanc sur case blanche a2 · Pion blanc sur case noire b2 · Pion blanc sur case blanche c2 · Dame blanche sur case noire d2 · Pion blanc sur case noire h2 · Roi blanc sur case blanche b1 · Tour blanche sur case blanche d1 · Tour blanche sur case noire e1 | Tour noire sur case blanche a8 · Fou noir sur case blanche c8 · Tour noire sur case blanche e8 · Fou noir sur case noire f8 · Roi noir sur case blanche g8 · Pion noir sur case blanche b7 · Pion noir sur case blanche f7 · Pion noir sur case noire g7 · Pion noir sur case blanche a6 · Pion noir sur case noire d6 · Pion noir sur case blanche e6 · Cavalier noir sur case noire f6 · Pion noir sur case noire h6 · Dame noire sur case noire a5 · Cavalier blanc sur case noire d4 · Pion blanc sur case blanche e4 · Pion blanc sur case noire f4 · Pion blanc sur case blanche g4 · Fou blanc sur case blanche b3 · Cavalier blanc sur case noire c3 · Pion blanc sur case blanche a2 · Pion blanc sur case noire b2 · Pion blanc sur case blanche c2 · Dame blanche sur case noire d2 · Pion blanc sur case noire h2 · Roi blanc sur case blanche b1 · Tour blanche sur case blanche d1 · Tour blanche sur case noire e1 | Tour noire sur case blanche a8 · Fou noir sur case blanche c8 · Tour noire sur case blanche e8 · Fou noir sur case noire f8 · Roi noir sur case blanche g8 · Pion noir sur case blanche b7 · Pion noir sur case blanche f7 · Pion noir sur case noire g7 · Pion noir sur case blanche a6 · Pion noir sur case noire d6 · Pion noir sur case blanche e6 · Cavalier noir sur case noire f6 · Pion noir sur case noire h6 · Dame noire sur case noire a5 · Cavalier blanc sur case noire d4 · Pion blanc sur case blanche e4 · Pion blanc sur case noire f4 · Pion blanc sur case blanche g4 · Fou blanc sur case blanche b3 · Cavalier blanc sur case noire c3 · Pion blanc sur case blanche a2 · Pion blanc sur case noire b2 · Pion blanc sur case blanche c2 · Dame blanche sur case noire d2 · Pion blanc sur case noire h2 · Roi blanc sur case blanche b1 · Tour blanche sur case blanche d1 · Tour blanche sur case noire e1 | Tour noire sur case blanche a8 · Fou noir sur case blanche c8 · Tour noire sur case blanche e8 · Fou noir sur case noire f8 · Roi noir sur case blanche g8 · Pion noir sur case blanche b7 · Pion noir sur case blanche f7 · Pion noir sur case noire g7 · Pion noir sur case blanche a6 · Pion noir sur case noire d6 · Pion noir sur case blanche e6 · Cavalier noir sur case noire f6 · Pion noir sur case noire h6 · Dame noire sur case noire a5 · Cavalier blanc sur case noire d4 · Pion blanc sur case blanche e4 · Pion blanc sur case noire f4 · Pion blanc sur case blanche g4 · Fou blanc sur case blanche b3 · Cavalier blanc sur case noire c3 · Pion blanc sur case blanche a2 · Pion blanc sur case noire b2 · Pion blanc sur case blanche c2 · Dame blanche sur case noire d2 · Pion blanc sur case noire h2 · Roi blanc sur case blanche b1 · Tour blanche sur case blanche d1 · Tour blanche sur case noire e1 | Tour noire sur case blanche a8 · Fou noir sur case blanche c8 · Tour noire sur case blanche e8 · Fou noir sur case noire f8 · Roi noir sur case blanche g8 · Pion noir sur case blanche b7 · Pion noir sur case blanche f7 · Pion noir sur case noire g7 · Pion noir sur case blanche a6 · Pion noir sur case noire d6 · Pion noir sur case blanche e6 · Cavalier noir sur case noire f6 · Pion noir sur case noire h6 · Dame noire sur case noire a5 · Cavalier blanc sur case noire d4 · Pion blanc sur case blanche e4 · Pion blanc sur case noire f4 · Pion blanc sur case blanche g4 · Fou blanc sur case blanche b3 · Cavalier blanc sur case noire c3 · Pion blanc sur case blanche a2 · Pion blanc sur case noire b2 · Pion blanc sur case blanche c2 · Dame blanche sur case noire d2 · Pion blanc sur case noire h2 · Roi blanc sur case blanche b1 · Tour blanche sur case blanche d1 · Tour blanche sur case noire e1 | Tour noire sur case blanche a8 · Fou noir sur case blanche c8 · Tour noire sur case blanche e8 · Fou noir sur case noire f8 · Roi noir sur case blanche g8 · Pion noir sur case blanche b7 · Pion noir sur case blanche f7 · Pion noir sur case noire g7 · Pion noir sur case blanche a6 · Pion noir sur case noire d6 · Pion noir sur case blanche e6 · Cavalier noir sur case noire f6 · Pion noir sur case noire h6 · Dame noire sur case noire a5 · Cavalier blanc sur case noire d4 · Pion blanc sur case blanche e4 · Pion blanc sur case noire f4 · Pion blanc sur case blanche g4 · Fou blanc sur case blanche b3 · Cavalier blanc sur case noire c3 · Pion blanc sur case blanche a2 · Pion blanc sur case noire b2 · Pion blanc sur case blanche c2 · Dame blanche sur case noire d2 · Pion blanc sur case noire h2 · Roi blanc sur case blanche b1 · Tour blanche sur case blanche d1 · Tour blanche sur case noire e1 | Tour noire sur case blanche a8 · Fou noir sur case blanche c8 · Tour noire sur case blanche e8 · Fou noir sur case noire f8 · Roi noir sur case blanche g8 · Pion noir sur case blanche b7 · Pion noir sur case blanche f7 · Pion noir sur case noire g7 · Pion noir sur case blanche a6 · Pion noir sur case noire d6 · Pion noir sur case blanche e6 · Cavalier noir sur case noire f6 · Pion noir sur case noire h6 · Dame noire sur case noire a5 · Cavalier blanc sur case noire d4 · Pion blanc sur case blanche e4 · Pion blanc sur case noire f4 · Pion blanc sur case blanche g4 · Fou blanc sur case blanche b3 · Cavalier blanc sur case noire c3 · Pion blanc sur case blanche a2 · Pion blanc sur case noire b2 · Pion blanc sur case blanche c2 · Dame blanche sur case noire d2 · Pion blanc sur case noire h2 · Roi blanc sur case blanche b1 · Tour blanche sur case blanche d1 · Tour blanche sur case noire e1 | Tour noire sur case blanche a8 · Fou noir sur case blanche c8 · Tour noire sur case blanche e8 · Fou noir sur case noire f8 · Roi noir sur case blanche g8 · Pion noir sur case blanche b7 · Pion noir sur case blanche f7 · Pion noir sur case noire g7 · Pion noir sur case blanche a6 · Pion noir sur case noire d6 · Pion noir sur case blanche e6 · Cavalier noir sur case noire f6 · Pion noir sur case noire h6 · Dame noire sur case noire a5 · Cavalier blanc sur case noire d4 · Pion blanc sur case blanche e4 · Pion blanc sur case noire f4 · Pion blanc sur case blanche g4 · Fou blanc sur case blanche b3 · Cavalier blanc sur case noire c3 · Pion blanc sur case blanche a2 · Pion blanc sur case noire b2 · Pion blanc sur case blanche c2 · Dame blanche sur case noire d2 · Pion blanc sur case noire h2 · Roi blanc sur case blanche b1 · Tour blanche sur case blanche d1 · Tour blanche sur case noire e1 | 4 |
| 3 | Tour noire sur case blanche a8 · Fou noir sur case blanche c8 · Tour noire sur case blanche e8 · Fou noir sur case noire f8 · Roi noir sur case blanche g8 · Pion noir sur case blanche b7 · Pion noir sur case blanche f7 · Pion noir sur case noire g7 · Pion noir sur case blanche a6 · Pion noir sur case noire d6 · Pion noir sur case blanche e6 · Cavalier noir sur case noire f6 · Pion noir sur case noire h6 · Dame noire sur case noire a5 · Cavalier blanc sur case noire d4 · Pion blanc sur case blanche e4 · Pion blanc sur case noire f4 · Pion blanc sur case blanche g4 · Fou blanc sur case blanche b3 · Cavalier blanc sur case noire c3 · Pion blanc sur case blanche a2 · Pion blanc sur case noire b2 · Pion blanc sur case blanche c2 · Dame blanche sur case noire d2 · Pion blanc sur case noire h2 · Roi blanc sur case blanche b1 · Tour blanche sur case blanche d1 · Tour blanche sur case noire e1 | Tour noire sur case blanche a8 · Fou noir sur case blanche c8 · Tour noire sur case blanche e8 · Fou noir sur case noire f8 · Roi noir sur case blanche g8 · Pion noir sur case blanche b7 · Pion noir sur case blanche f7 · Pion noir sur case noire g7 · Pion noir sur case blanche a6 · Pion noir sur case noire d6 · Pion noir sur case blanche e6 · Cavalier noir sur case noire f6 · Pion noir sur case noire h6 · Dame noire sur case noire a5 · Cavalier blanc sur case noire d4 · Pion blanc sur case blanche e4 · Pion blanc sur case noire f4 · Pion blanc sur case blanche g4 · Fou blanc sur case blanche b3 · Cavalier blanc sur case noire c3 · Pion blanc sur case blanche a2 · Pion blanc sur case noire b2 · Pion blanc sur case blanche c2 · Dame blanche sur case noire d2 · Pion blanc sur case noire h2 · Roi blanc sur case blanche b1 · Tour blanche sur case blanche d1 · Tour blanche sur case noire e1 | Tour noire sur case blanche a8 · Fou noir sur case blanche c8 · Tour noire sur case blanche e8 · Fou noir sur case noire f8 · Roi noir sur case blanche g8 · Pion noir sur case blanche b7 · Pion noir sur case blanche f7 · Pion noir sur case noire g7 · Pion noir sur case blanche a6 · Pion noir sur case noire d6 · Pion noir sur case blanche e6 · Cavalier noir sur case noire f6 · Pion noir sur case noire h6 · Dame noire sur case noire a5 · Cavalier blanc sur case noire d4 · Pion blanc sur case blanche e4 · Pion blanc sur case noire f4 · Pion blanc sur case blanche g4 · Fou blanc sur case blanche b3 · Cavalier blanc sur case noire c3 · Pion blanc sur case blanche a2 · Pion blanc sur case noire b2 · Pion blanc sur case blanche c2 · Dame blanche sur case noire d2 · Pion blanc sur case noire h2 · Roi blanc sur case blanche b1 · Tour blanche sur case blanche d1 · Tour blanche sur case noire e1 | Tour noire sur case blanche a8 · Fou noir sur case blanche c8 · Tour noire sur case blanche e8 · Fou noir sur case noire f8 · Roi noir sur case blanche g8 · Pion noir sur case blanche b7 · Pion noir sur case blanche f7 · Pion noir sur case noire g7 · Pion noir sur case blanche a6 · Pion noir sur case noire d6 · Pion noir sur case blanche e6 · Cavalier noir sur case noire f6 · Pion noir sur case noire h6 · Dame noire sur case noire a5 · Cavalier blanc sur case noire d4 · Pion blanc sur case blanche e4 · Pion blanc sur case noire f4 · Pion blanc sur case blanche g4 · Fou blanc sur case blanche b3 · Cavalier blanc sur case noire c3 · Pion blanc sur case blanche a2 · Pion blanc sur case noire b2 · Pion blanc sur case blanche c2 · Dame blanche sur case noire d2 · Pion blanc sur case noire h2 · Roi blanc sur case blanche b1 · Tour blanche sur case blanche d1 · Tour blanche sur case noire e1 | Tour noire sur case blanche a8 · Fou noir sur case blanche c8 · Tour noire sur case blanche e8 · Fou noir sur case noire f8 · Roi noir sur case blanche g8 · Pion noir sur case blanche b7 · Pion noir sur case blanche f7 · Pion noir sur case noire g7 · Pion noir sur case blanche a6 · Pion noir sur case noire d6 · Pion noir sur case blanche e6 · Cavalier noir sur case noire f6 · Pion noir sur case noire h6 · Dame noire sur case noire a5 · Cavalier blanc sur case noire d4 · Pion blanc sur case blanche e4 · Pion blanc sur case noire f4 · Pion blanc sur case blanche g4 · Fou blanc sur case blanche b3 · Cavalier blanc sur case noire c3 · Pion blanc sur case blanche a2 · Pion blanc sur case noire b2 · Pion blanc sur case blanche c2 · Dame blanche sur case noire d2 · Pion blanc sur case noire h2 · Roi blanc sur case blanche b1 · Tour blanche sur case blanche d1 · Tour blanche sur case noire e1 | Tour noire sur case blanche a8 · Fou noir sur case blanche c8 · Tour noire sur case blanche e8 · Fou noir sur case noire f8 · Roi noir sur case blanche g8 · Pion noir sur case blanche b7 · Pion noir sur case blanche f7 · Pion noir sur case noire g7 · Pion noir sur case blanche a6 · Pion noir sur case noire d6 · Pion noir sur case blanche e6 · Cavalier noir sur case noire f6 · Pion noir sur case noire h6 · Dame noire sur case noire a5 · Cavalier blanc sur case noire d4 · Pion blanc sur case blanche e4 · Pion blanc sur case noire f4 · Pion blanc sur case blanche g4 · Fou blanc sur case blanche b3 · Cavalier blanc sur case noire c3 · Pion blanc sur case blanche a2 · Pion blanc sur case noire b2 · Pion blanc sur case blanche c2 · Dame blanche sur case noire d2 · Pion blanc sur case noire h2 · Roi blanc sur case blanche b1 · Tour blanche sur case blanche d1 · Tour blanche sur case noire e1 | Tour noire sur case blanche a8 · Fou noir sur case blanche c8 · Tour noire sur case blanche e8 · Fou noir sur case noire f8 · Roi noir sur case blanche g8 · Pion noir sur case blanche b7 · Pion noir sur case blanche f7 · Pion noir sur case noire g7 · Pion noir sur case blanche a6 · Pion noir sur case noire d6 · Pion noir sur case blanche e6 · Cavalier noir sur case noire f6 · Pion noir sur case noire h6 · Dame noire sur case noire a5 · Cavalier blanc sur case noire d4 · Pion blanc sur case blanche e4 · Pion blanc sur case noire f4 · Pion blanc sur case blanche g4 · Fou blanc sur case blanche b3 · Cavalier blanc sur case noire c3 · Pion blanc sur case blanche a2 · Pion blanc sur case noire b2 · Pion blanc sur case blanche c2 · Dame blanche sur case noire d2 · Pion blanc sur case noire h2 · Roi blanc sur case blanche b1 · Tour blanche sur case blanche d1 · Tour blanche sur case noire e1 | Tour noire sur case blanche a8 · Fou noir sur case blanche c8 · Tour noire sur case blanche e8 · Fou noir sur case noire f8 · Roi noir sur case blanche g8 · Pion noir sur case blanche b7 · Pion noir sur case blanche f7 · Pion noir sur case noire g7 · Pion noir sur case blanche a6 · Pion noir sur case noire d6 · Pion noir sur case blanche e6 · Cavalier noir sur case noire f6 · Pion noir sur case noire h6 · Dame noire sur case noire a5 · Cavalier blanc sur case noire d4 · Pion blanc sur case blanche e4 · Pion blanc sur case noire f4 · Pion blanc sur case blanche g4 · Fou blanc sur case blanche b3 · Cavalier blanc sur case noire c3 · Pion blanc sur case blanche a2 · Pion blanc sur case noire b2 · Pion blanc sur case blanche c2 · Dame blanche sur case noire d2 · Pion blanc sur case noire h2 · Roi blanc sur case blanche b1 · Tour blanche sur case blanche d1 · Tour blanche sur case noire e1 | 3 |
| 2 | Tour noire sur case blanche a8 · Fou noir sur case blanche c8 · Tour noire sur case blanche e8 · Fou noir sur case noire f8 · Roi noir sur case blanche g8 · Pion noir sur case blanche b7 · Pion noir sur case blanche f7 · Pion noir sur case noire g7 · Pion noir sur case blanche a6 · Pion noir sur case noire d6 · Pion noir sur case blanche e6 · Cavalier noir sur case noire f6 · Pion noir sur case noire h6 · Dame noire sur case noire a5 · Cavalier blanc sur case noire d4 · Pion blanc sur case blanche e4 · Pion blanc sur case noire f4 · Pion blanc sur case blanche g4 · Fou blanc sur case blanche b3 · Cavalier blanc sur case noire c3 · Pion blanc sur case blanche a2 · Pion blanc sur case noire b2 · Pion blanc sur case blanche c2 · Dame blanche sur case noire d2 · Pion blanc sur case noire h2 · Roi blanc sur case blanche b1 · Tour blanche sur case blanche d1 · Tour blanche sur case noire e1 | Tour noire sur case blanche a8 · Fou noir sur case blanche c8 · Tour noire sur case blanche e8 · Fou noir sur case noire f8 · Roi noir sur case blanche g8 · Pion noir sur case blanche b7 · Pion noir sur case blanche f7 · Pion noir sur case noire g7 · Pion noir sur case blanche a6 · Pion noir sur case noire d6 · Pion noir sur case blanche e6 · Cavalier noir sur case noire f6 · Pion noir sur case noire h6 · Dame noire sur case noire a5 · Cavalier blanc sur case noire d4 · Pion blanc sur case blanche e4 · Pion blanc sur case noire f4 · Pion blanc sur case blanche g4 · Fou blanc sur case blanche b3 · Cavalier blanc sur case noire c3 · Pion blanc sur case blanche a2 · Pion blanc sur case noire b2 · Pion blanc sur case blanche c2 · Dame blanche sur case noire d2 · Pion blanc sur case noire h2 · Roi blanc sur case blanche b1 · Tour blanche sur case blanche d1 · Tour blanche sur case noire e1 | Tour noire sur case blanche a8 · Fou noir sur case blanche c8 · Tour noire sur case blanche e8 · Fou noir sur case noire f8 · Roi noir sur case blanche g8 · Pion noir sur case blanche b7 · Pion noir sur case blanche f7 · Pion noir sur case noire g7 · Pion noir sur case blanche a6 · Pion noir sur case noire d6 · Pion noir sur case blanche e6 · Cavalier noir sur case noire f6 · Pion noir sur case noire h6 · Dame noire sur case noire a5 · Cavalier blanc sur case noire d4 · Pion blanc sur case blanche e4 · Pion blanc sur case noire f4 · Pion blanc sur case blanche g4 · Fou blanc sur case blanche b3 · Cavalier blanc sur case noire c3 · Pion blanc sur case blanche a2 · Pion blanc sur case noire b2 · Pion blanc sur case blanche c2 · Dame blanche sur case noire d2 · Pion blanc sur case noire h2 · Roi blanc sur case blanche b1 · Tour blanche sur case blanche d1 · Tour blanche sur case noire e1 | Tour noire sur case blanche a8 · Fou noir sur case blanche c8 · Tour noire sur case blanche e8 · Fou noir sur case noire f8 · Roi noir sur case blanche g8 · Pion noir sur case blanche b7 · Pion noir sur case blanche f7 · Pion noir sur case noire g7 · Pion noir sur case blanche a6 · Pion noir sur case noire d6 · Pion noir sur case blanche e6 · Cavalier noir sur case noire f6 · Pion noir sur case noire h6 · Dame noire sur case noire a5 · Cavalier blanc sur case noire d4 · Pion blanc sur case blanche e4 · Pion blanc sur case noire f4 · Pion blanc sur case blanche g4 · Fou blanc sur case blanche b3 · Cavalier blanc sur case noire c3 · Pion blanc sur case blanche a2 · Pion blanc sur case noire b2 · Pion blanc sur case blanche c2 · Dame blanche sur case noire d2 · Pion blanc sur case noire h2 · Roi blanc sur case blanche b1 · Tour blanche sur case blanche d1 · Tour blanche sur case noire e1 | Tour noire sur case blanche a8 · Fou noir sur case blanche c8 · Tour noire sur case blanche e8 · Fou noir sur case noire f8 · Roi noir sur case blanche g8 · Pion noir sur case blanche b7 · Pion noir sur case blanche f7 · Pion noir sur case noire g7 · Pion noir sur case blanche a6 · Pion noir sur case noire d6 · Pion noir sur case blanche e6 · Cavalier noir sur case noire f6 · Pion noir sur case noire h6 · Dame noire sur case noire a5 · Cavalier blanc sur case noire d4 · Pion blanc sur case blanche e4 · Pion blanc sur case noire f4 · Pion blanc sur case blanche g4 · Fou blanc sur case blanche b3 · Cavalier blanc sur case noire c3 · Pion blanc sur case blanche a2 · Pion blanc sur case noire b2 · Pion blanc sur case blanche c2 · Dame blanche sur case noire d2 · Pion blanc sur case noire h2 · Roi blanc sur case blanche b1 · Tour blanche sur case blanche d1 · Tour blanche sur case noire e1 | Tour noire sur case blanche a8 · Fou noir sur case blanche c8 · Tour noire sur case blanche e8 · Fou noir sur case noire f8 · Roi noir sur case blanche g8 · Pion noir sur case blanche b7 · Pion noir sur case blanche f7 · Pion noir sur case noire g7 · Pion noir sur case blanche a6 · Pion noir sur case noire d6 · Pion noir sur case blanche e6 · Cavalier noir sur case noire f6 · Pion noir sur case noire h6 · Dame noire sur case noire a5 · Cavalier blanc sur case noire d4 · Pion blanc sur case blanche e4 · Pion blanc sur case noire f4 · Pion blanc sur case blanche g4 · Fou blanc sur case blanche b3 · Cavalier blanc sur case noire c3 · Pion blanc sur case blanche a2 · Pion blanc sur case noire b2 · Pion blanc sur case blanche c2 · Dame blanche sur case noire d2 · Pion blanc sur case noire h2 · Roi blanc sur case blanche b1 · Tour blanche sur case blanche d1 · Tour blanche sur case noire e1 | Tour noire sur case blanche a8 · Fou noir sur case blanche c8 · Tour noire sur case blanche e8 · Fou noir sur case noire f8 · Roi noir sur case blanche g8 · Pion noir sur case blanche b7 · Pion noir sur case blanche f7 · Pion noir sur case noire g7 · Pion noir sur case blanche a6 · Pion noir sur case noire d6 · Pion noir sur case blanche e6 · Cavalier noir sur case noire f6 · Pion noir sur case noire h6 · Dame noire sur case noire a5 · Cavalier blanc sur case noire d4 · Pion blanc sur case blanche e4 · Pion blanc sur case noire f4 · Pion blanc sur case blanche g4 · Fou blanc sur case blanche b3 · Cavalier blanc sur case noire c3 · Pion blanc sur case blanche a2 · Pion blanc sur case noire b2 · Pion blanc sur case blanche c2 · Dame blanche sur case noire d2 · Pion blanc sur case noire h2 · Roi blanc sur case blanche b1 · Tour blanche sur case blanche d1 · Tour blanche sur case noire e1 | Tour noire sur case blanche a8 · Fou noir sur case blanche c8 · Tour noire sur case blanche e8 · Fou noir sur case noire f8 · Roi noir sur case blanche g8 · Pion noir sur case blanche b7 · Pion noir sur case blanche f7 · Pion noir sur case noire g7 · Pion noir sur case blanche a6 · Pion noir sur case noire d6 · Pion noir sur case blanche e6 · Cavalier noir sur case noire f6 · Pion noir sur case noire h6 · Dame noire sur case noire a5 · Cavalier blanc sur case noire d4 · Pion blanc sur case blanche e4 · Pion blanc sur case noire f4 · Pion blanc sur case blanche g4 · Fou blanc sur case blanche b3 · Cavalier blanc sur case noire c3 · Pion blanc sur case blanche a2 · Pion blanc sur case noire b2 · Pion blanc sur case blanche c2 · Dame blanche sur case noire d2 · Pion blanc sur case noire h2 · Roi blanc sur case blanche b1 · Tour blanche sur case blanche d1 · Tour blanche sur case noire e1 | 2 |
| 1 | Tour noire sur case blanche a8 · Fou noir sur case blanche c8 · Tour noire sur case blanche e8 · Fou noir sur case noire f8 · Roi noir sur case blanche g8 · Pion noir sur case blanche b7 · Pion noir sur case blanche f7 · Pion noir sur case noire g7 · Pion noir sur case blanche a6 · Pion noir sur case noire d6 · Pion noir sur case blanche e6 · Cavalier noir sur case noire f6 · Pion noir sur case noire h6 · Dame noire sur case noire a5 · Cavalier blanc sur case noire d4 · Pion blanc sur case blanche e4 · Pion blanc sur case noire f4 · Pion blanc sur case blanche g4 · Fou blanc sur case blanche b3 · Cavalier blanc sur case noire c3 · Pion blanc sur case blanche a2 · Pion blanc sur case noire b2 · Pion blanc sur case blanche c2 · Dame blanche sur case noire d2 · Pion blanc sur case noire h2 · Roi blanc sur case blanche b1 · Tour blanche sur case blanche d1 · Tour blanche sur case noire e1 | Tour noire sur case blanche a8 · Fou noir sur case blanche c8 · Tour noire sur case blanche e8 · Fou noir sur case noire f8 · Roi noir sur case blanche g8 · Pion noir sur case blanche b7 · Pion noir sur case blanche f7 · Pion noir sur case noire g7 · Pion noir sur case blanche a6 · Pion noir sur case noire d6 · Pion noir sur case blanche e6 · Cavalier noir sur case noire f6 · Pion noir sur case noire h6 · Dame noire sur case noire a5 · Cavalier blanc sur case noire d4 · Pion blanc sur case blanche e4 · Pion blanc sur case noire f4 · Pion blanc sur case blanche g4 · Fou blanc sur case blanche b3 · Cavalier blanc sur case noire c3 · Pion blanc sur case blanche a2 · Pion blanc sur case noire b2 · Pion blanc sur case blanche c2 · Dame blanche sur case noire d2 · Pion blanc sur case noire h2 · Roi blanc sur case blanche b1 · Tour blanche sur case blanche d1 · Tour blanche sur case noire e1 | Tour noire sur case blanche a8 · Fou noir sur case blanche c8 · Tour noire sur case blanche e8 · Fou noir sur case noire f8 · Roi noir sur case blanche g8 · Pion noir sur case blanche b7 · Pion noir sur case blanche f7 · Pion noir sur case noire g7 · Pion noir sur case blanche a6 · Pion noir sur case noire d6 · Pion noir sur case blanche e6 · Cavalier noir sur case noire f6 · Pion noir sur case noire h6 · Dame noire sur case noire a5 · Cavalier blanc sur case noire d4 · Pion blanc sur case blanche e4 · Pion blanc sur case noire f4 · Pion blanc sur case blanche g4 · Fou blanc sur case blanche b3 · Cavalier blanc sur case noire c3 · Pion blanc sur case blanche a2 · Pion blanc sur case noire b2 · Pion blanc sur case blanche c2 · Dame blanche sur case noire d2 · Pion blanc sur case noire h2 · Roi blanc sur case blanche b1 · Tour blanche sur case blanche d1 · Tour blanche sur case noire e1 | Tour noire sur case blanche a8 · Fou noir sur case blanche c8 · Tour noire sur case blanche e8 · Fou noir sur case noire f8 · Roi noir sur case blanche g8 · Pion noir sur case blanche b7 · Pion noir sur case blanche f7 · Pion noir sur case noire g7 · Pion noir sur case blanche a6 · Pion noir sur case noire d6 · Pion noir sur case blanche e6 · Cavalier noir sur case noire f6 · Pion noir sur case noire h6 · Dame noire sur case noire a5 · Cavalier blanc sur case noire d4 · Pion blanc sur case blanche e4 · Pion blanc sur case noire f4 · Pion blanc sur case blanche g4 · Fou blanc sur case blanche b3 · Cavalier blanc sur case noire c3 · Pion blanc sur case blanche a2 · Pion blanc sur case noire b2 · Pion blanc sur case blanche c2 · Dame blanche sur case noire d2 · Pion blanc sur case noire h2 · Roi blanc sur case blanche b1 · Tour blanche sur case blanche d1 · Tour blanche sur case noire e1 | Tour noire sur case blanche a8 · Fou noir sur case blanche c8 · Tour noire sur case blanche e8 · Fou noir sur case noire f8 · Roi noir sur case blanche g8 · Pion noir sur case blanche b7 · Pion noir sur case blanche f7 · Pion noir sur case noire g7 · Pion noir sur case blanche a6 · Pion noir sur case noire d6 · Pion noir sur case blanche e6 · Cavalier noir sur case noire f6 · Pion noir sur case noire h6 · Dame noire sur case noire a5 · Cavalier blanc sur case noire d4 · Pion blanc sur case blanche e4 · Pion blanc sur case noire f4 · Pion blanc sur case blanche g4 · Fou blanc sur case blanche b3 · Cavalier blanc sur case noire c3 · Pion blanc sur case blanche a2 · Pion blanc sur case noire b2 · Pion blanc sur case blanche c2 · Dame blanche sur case noire d2 · Pion blanc sur case noire h2 · Roi blanc sur case blanche b1 · Tour blanche sur case blanche d1 · Tour blanche sur case noire e1 | Tour noire sur case blanche a8 · Fou noir sur case blanche c8 · Tour noire sur case blanche e8 · Fou noir sur case noire f8 · Roi noir sur case blanche g8 · Pion noir sur case blanche b7 · Pion noir sur case blanche f7 · Pion noir sur case noire g7 · Pion noir sur case blanche a6 · Pion noir sur case noire d6 · Pion noir sur case blanche e6 · Cavalier noir sur case noire f6 · Pion noir sur case noire h6 · Dame noire sur case noire a5 · Cavalier blanc sur case noire d4 · Pion blanc sur case blanche e4 · Pion blanc sur case noire f4 · Pion blanc sur case blanche g4 · Fou blanc sur case blanche b3 · Cavalier blanc sur case noire c3 · Pion blanc sur case blanche a2 · Pion blanc sur case noire b2 · Pion blanc sur case blanche c2 · Dame blanche sur case noire d2 · Pion blanc sur case noire h2 · Roi blanc sur case blanche b1 · Tour blanche sur case blanche d1 · Tour blanche sur case noire e1 | Tour noire sur case blanche a8 · Fou noir sur case blanche c8 · Tour noire sur case blanche e8 · Fou noir sur case noire f8 · Roi noir sur case blanche g8 · Pion noir sur case blanche b7 · Pion noir sur case blanche f7 · Pion noir sur case noire g7 · Pion noir sur case blanche a6 · Pion noir sur case noire d6 · Pion noir sur case blanche e6 · Cavalier noir sur case noire f6 · Pion noir sur case noire h6 · Dame noire sur case noire a5 · Cavalier blanc sur case noire d4 · Pion blanc sur case blanche e4 · Pion blanc sur case noire f4 · Pion blanc sur case blanche g4 · Fou blanc sur case blanche b3 · Cavalier blanc sur case noire c3 · Pion blanc sur case blanche a2 · Pion blanc sur case noire b2 · Pion blanc sur case blanche c2 · Dame blanche sur case noire d2 · Pion blanc sur case noire h2 · Roi blanc sur case blanche b1 · Tour blanche sur case blanche d1 · Tour blanche sur case noire e1 | Tour noire sur case blanche a8 · Fou noir sur case blanche c8 · Tour noire sur case blanche e8 · Fou noir sur case noire f8 · Roi noir sur case blanche g8 · Pion noir sur case blanche b7 · Pion noir sur case blanche f7 · Pion noir sur case noire g7 · Pion noir sur case blanche a6 · Pion noir sur case noire d6 · Pion noir sur case blanche e6 · Cavalier noir sur case noire f6 · Pion noir sur case noire h6 · Dame noire sur case noire a5 · Cavalier blanc sur case noire d4 · Pion blanc sur case blanche e4 · Pion blanc sur case noire f4 · Pion blanc sur case blanche g4 · Fou blanc sur case blanche b3 · Cavalier blanc sur case noire c3 · Pion blanc sur case blanche a2 · Pion blanc sur case noire b2 · Pion blanc sur case blanche c2 · Dame blanche sur case noire d2 · Pion blanc sur case noire h2 · Roi blanc sur case blanche b1 · Tour blanche sur case blanche d1 · Tour blanche sur case noire e1 | 1 |
|   | a | b | c | d | e | f | g | h |   |

1. e4 c5 2. Cf3 d6 3. d4 cxd4 4. Cxd4 Cf6 5. Cc3 a6 6. Fg5 Cbd7 7. Fc4 Da5 8. Dd2 h6 9. Fxf6 Cxf6 10. O-O-O e6 11. The1 Fe7 12. f4 O-O 13. Fb3 Te8 14. Rb1 Ff8 15. g4 (diagramme) 
Cxg4 16. Dg2 Cf6 17. Tg1 Fd7 18. f5 Rh8 19. Tdf1 Dd8 20. fxe6 fxe6 21. e5 dxe5 22. Ce4 Ch5 23. Dg6 exd4 24. Cg5 1-0